# Thomas Bromley (presidente del Tribunal Supremo)
Sir Thomas Bromley (Shropshire, 1505 - 1555) nació en el pueblo de Hodnet en Shropshire, Inglaterra, fue un juez inglés de origen landed gentry de Shropshire que ganó prominencia durante el período de crisis de los Tudor. Después de ocupar importantes puestos judiciales en las marcas galesas, ganó el favor de Enrique VIII y fue miembro del consejo de regencia de Eduardo VI. Fue nombrado Lord Presidente del Tribunal Supremo de Inglaterra y Gales por María I.

## Antecedentes familiares

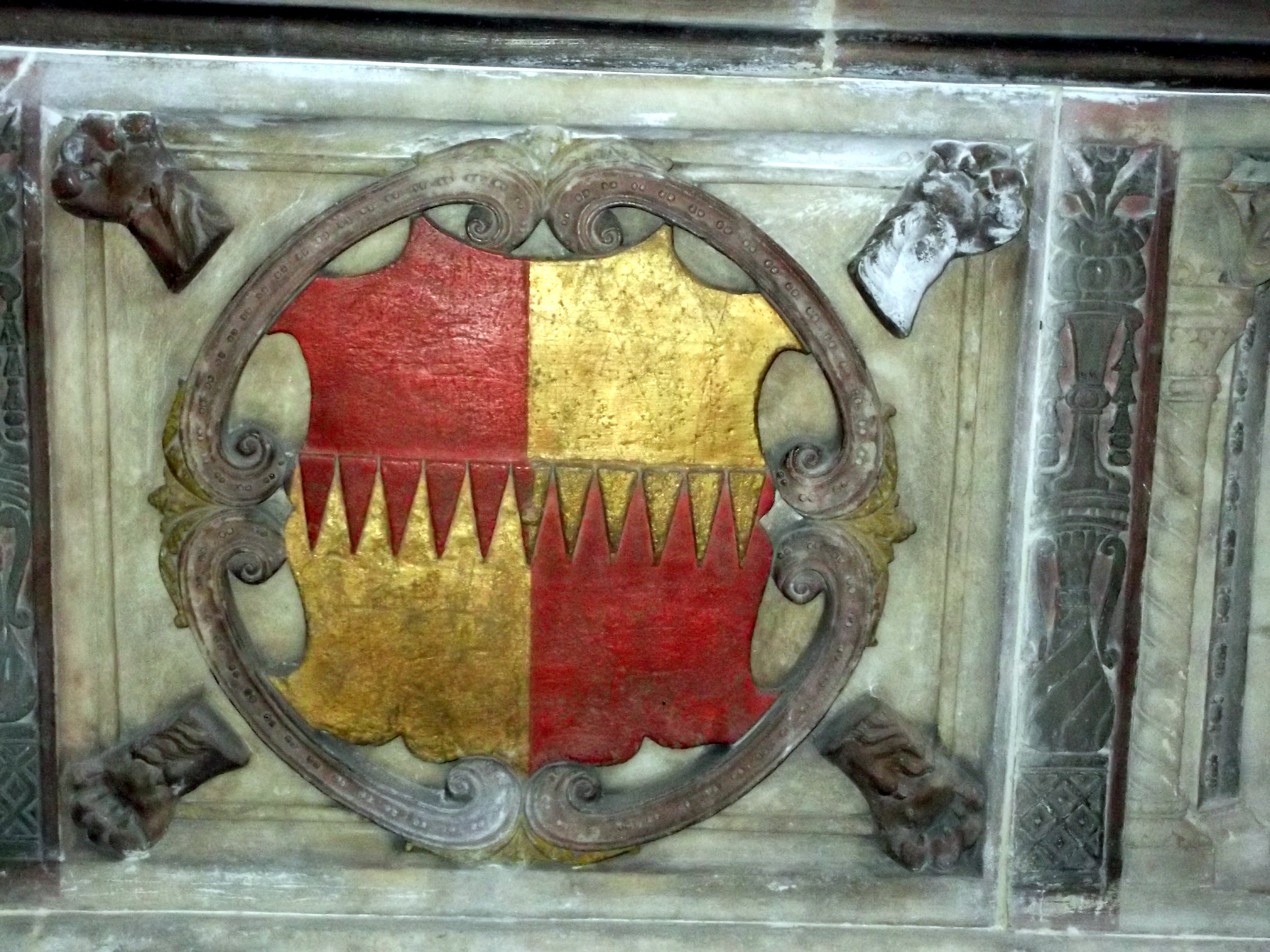
Escudo de armas de Thomas Bromley, de su tumba en Wroxeter. La Visitation of Cheshire describe las armas de Bromley como: "Quarterly per fess indented Gules and Or."

Bromley pertenecía a una familia de la nobleza de Shropshire, que rastreaba sus orígenes hasta Eccleshall en el condado vecino de Staffordshire y la familia había adquirido tierras a través de matrimonios en otros condados vecinos. A mediados del siglo XV, el abuelo de Thomas se casó con una heredera de Malpas (Cheshire). Sus aliados, los Hill, aparentemente se habían casado en la misma familia, no desdeñando el matrimonio por ganancia, aunque la familia en cuestión había declinado de la nobleza medieval a simplemente yeoman status. El tío de Thomas, William, estaba casado con una Hill y las dos familias prosperaron juntas en el siglo XVI.
Varios de los Bromleys se destacaron como abogados y políticos en el siglo XVI: el primo de Thomas, George, fue un miembro distinguido del Inner Temple: el posterior Lord Chancellor, Sir Thomas Bromley (1530–1587), y Sir George Bromley (c.1526–89), el juez de Chester, eran primos hermanos de Thomas, una vez eliminados.
Sin embargo, los comienzos de Thomas Bromley no fueron auspiciosos, ya que su familia era una rama menor de una familia relativamente menor. Las fechas de su formación legal sugieren que nació en los primeros años del siglo XVI, probablemente en la casa de sus padres en Shropshire. Era el segundo hijo de:
- Roger Bromley, tercer hijo de Roger Bromley de Mitley, Shropshire
- Jane Jennings, hija de Thomas Jennings de Walliborne Hall, Church Pulverbatch.

### Árbol genealógico: la dinastía Bromley
La relación entre los políticos y abogados Bromley del siglo XVI, y entre ellos y sus aliados en las familias Hill, Corbet y Newport, se ilustra en el árbol genealógico, c.1450–1650. Basado principalmente en las Visitaciones Heráldicas de Shropshire y Cheshire, con la asistencia de la History of Parliament Online.
| | | | | | | | | | | | | | |  |  | | | | | | | David Browe de Malpas (Cheshire) | David Browe de Malpas (Cheshire) | David Browe de Malpas (Cheshire)                                                             | David Browe de Malpas (Cheshire)                                                             | David Browe de Malpas (Cheshire)                                                             | David Browe de Malpas (Cheshire)                                                             |                                                                                              |                                                                                              | Jane Mitley                                   | Jane Mitley                                   | Jane Mitley | Jane Mitley | Jane Mitley | Jane Mitley | | | Roger Bromley de Mitley  | Roger Bromley de Mitley  | Roger Bromley de Mitley  | Roger Bromley de Mitley  | Roger Bromley de Mitley                                                                            | Roger Bromley de Mitley                                                                            | | | | |                                                            |                                                            |                                                            |                                                            |                                                            |                                                            |                             |                             | | | | | | |                                                                          |                                                                          |                                                                          |                                                                          |                                                                          |                                                                          |                                                                 |                                                                 |                                                                 |                                                                 |  |  |  |  |  |  |  |  |  |  |  |  |  |  |  |  |  |  |  |  |  |  |  |  |
| | | | | | | | | | | | | | |  |  | | | | | | | David Browe de Malpas (Cheshire) | David Browe de Malpas (Cheshire) | David Browe de Malpas (Cheshire)                                                             | David Browe de Malpas (Cheshire)                                                             | David Browe de Malpas (Cheshire)                                                             | David Browe de Malpas (Cheshire)                                                             |                                                                                              |                                                                                              | Jane Mitley                                   | Jane Mitley                                   | Jane Mitley | Jane Mitley | Jane Mitley | Jane Mitley | | | Roger Bromley de Mitley  | Roger Bromley de Mitley  | Roger Bromley de Mitley  | Roger Bromley de Mitley  | Roger Bromley de Mitley                                                                            | Roger Bromley de Mitley                                                                            | | | | |                                                            |                                                            |                                                            |                                                            |                                                            |                                                            |                             |                             | | | | | | |                                                                          |                                                                          |                                                                          |                                                                          |                                                                          |                                                                          |                                                                 |                                                                 |                                                                 |                                                                 |  |  |  |  |  |  |  |  |  |  |  |  |  |  |  |  |  |  |  |  |  |  |  |  |
| | | | | | | | | | | | | | |  |  | | | | | | |                                  |                                  |                                                                                              |                                                                                              |                                                                                              |                                                                                              |                                                                                              |                                                                                              |                                               |                                               | | | | | | |                          |                          |                          |                          | | | | | | |                                                            |                                                            |                                                            |                                                            |                                                            |                                                            |                             |                             | | | | | | |                                                                          |                                                                          |                                                                          |                                                                          |                                                                          |                                                                          |                                                                 |                                                                 |                                                                 |                                                                 |  |  |  |  |  |  |  |  |  |  |  |  |  |  |  |  |  |  |  |  |  |  |  |  |
| Humphrey Hill de Blore y Buntingsdale                                                                                | Humphrey Hill de Blore y Buntingsdale                                                                                | Humphrey Hill de Blore y Buntingsdale                                                                                | Humphrey Hill de Blore y Buntingsdale                                                                                | Humphrey Hill de Blore y Buntingsdale                                                                                | Humphrey Hill de Blore y Buntingsdale                                                                                | | | Agnes, hija y coheredera de John Bird de Charlton, Shropshire, nieta y heredera de David de Malpas           | Agnes, hija y coheredera de John Bird de Charlton, Shropshire, nieta y heredera de David de Malpas           | Agnes, hija y coheredera de John Bird de Charlton, Shropshire, nieta y heredera de David de Malpas | Agnes, hija y coheredera de John Bird de Charlton, Shropshire, nieta y heredera de David de Malpas | Agnes, hija y coheredera de John Bird de Charlton, Shropshire, nieta y heredera de David de Malpas | Agnes, hija y coheredera de John Bird de Charlton, Shropshire, nieta y heredera de David de Malpas |  |  | | | | | | |                                  |                                  |                                                                                              |                                                                                              | Desconocida, hija y coheredera de David Browe                                                | Desconocida, hija y coheredera de David Browe                                                | Desconocida, hija y coheredera de David Browe                                                | Desconocida, hija y coheredera de David Browe                                                | Desconocida, hija y coheredera de David Browe | Desconocida, hija y coheredera de David Browe | | | Roger Bromley de Mitley                                                                                             | Roger Bromley de Mitley                                                                                             | Roger Bromley de Mitley                                                                                             | Roger Bromley de Mitley                                                                                             | Roger Bromley de Mitley  | Roger Bromley de Mitley  |                          |                          | | | | | | |                                                            |                                                            |                                                            |                                                            |                                                            |                                                            |                             |                             | | | | | | |                                                                          |                                                                          |                                                                          |                                                                          |                                                                          |                                                                          |                                                                 |                                                                 |                                                                 |                                                                 |  |  |  |  |  |  |  |  |  |  |  |  |  |  |  |  |  |  |  |  |  |  |  |  |
| Humphrey Hill de Blore y Buntingsdale                                                                                | Humphrey Hill de Blore y Buntingsdale                                                                                | Humphrey Hill de Blore y Buntingsdale                                                                                | Humphrey Hill de Blore y Buntingsdale                                                                                | Humphrey Hill de Blore y Buntingsdale                                                                                | Humphrey Hill de Blore y Buntingsdale                                                                                | | | Agnes, hija y coheredera de John Bird de Charlton, Shropshire, nieta y heredera de David de Malpas           | Agnes, hija y coheredera de John Bird de Charlton, Shropshire, nieta y heredera de David de Malpas           | Agnes, hija y coheredera de John Bird de Charlton, Shropshire, nieta y heredera de David de Malpas | Agnes, hija y coheredera de John Bird de Charlton, Shropshire, nieta y heredera de David de Malpas | Agnes, hija y coheredera de John Bird de Charlton, Shropshire, nieta y heredera de David de Malpas | Agnes, hija y coheredera de John Bird de Charlton, Shropshire, nieta y heredera de David de Malpas |  |  | | | | | | |                                  |                                  |                                                                                              |                                                                                              | Desconocida, hija y coheredera de David Browe                                                | Desconocida, hija y coheredera de David Browe                                                | Desconocida, hija y coheredera de David Browe                                                | Desconocida, hija y coheredera de David Browe                                                | Desconocida, hija y coheredera de David Browe | Desconocida, hija y coheredera de David Browe | | | Roger Bromley de Mitley                                                                                             | Roger Bromley de Mitley                                                                                             | Roger Bromley de Mitley                                                                                             | Roger Bromley de Mitley                                                                                             | Roger Bromley de Mitley  | Roger Bromley de Mitley  |                          |                          | | | | | | |                                                            |                                                            |                                                            |                                                            |                                                            |                                                            |                             |                             | | | | | | |                                                                          |                                                                          |                                                                          |                                                                          |                                                                          |                                                                          |                                                                 |                                                                 |                                                                 |                                                                 |  |  |  |  |  |  |  |  |  |  |  |  |  |  |  |  |  |  |  |  |  |  |  |  |
| | | | | | | | | | | | | | |  |  | | | | | | |                                  |                                  |                                                                                              |                                                                                              |                                                                                              |                                                                                              |                                                                                              |                                                                                              |                                               |                                               | | | | | | |                          |                          |                          |                          | | | | | | |                                                            |                                                            |                                                            |                                                            |                                                            |                                                            |                             |                             | | | | | | |                                                                          |                                                                          |                                                                          |                                                                          |                                                                          |                                                                          |                                                                 |                                                                 |                                                                 |                                                                 |  |  |  |  |  |  |  |  |  |  |  |  |  |  |  |  |  |  |  |  |  |  |  |  |
| | | | | | | | | | | | | | |  |  | | | | | | |                                  |                                  |                                                                                              |                                                                                              |                                                                                              |                                                                                              |                                                                                              |                                                                                              |                                               |                                               | | | | | | |                          |                          |                          |                          | | | | | | |                                                            |                                                            |                                                            |                                                            |                                                            |                                                            |                             |                             | | | | | | |                                                                          |                                                                          |                                                                          |                                                                          |                                                                          |                                                                          |                                                                 |                                                                 |                                                                 |                                                                 |  |  |  |  |  |  |  |  |  |  |  |  |  |  |  |  |  |  |  |  |  |  |  |  |
| Thomas Hill | Thomas Hill | Thomas Hill | Thomas Hill | Thomas Hill | Thomas Hill | | | Margaret Wilbraham de Woodhey, cerca de Faddiley, Cheshire                                                   | Margaret Wilbraham de Woodhey, cerca de Faddiley, Cheshire                                                   | Margaret Wilbraham de Woodhey, cerca de Faddiley, Cheshire                                         | Margaret Wilbraham de Woodhey, cerca de Faddiley, Cheshire                                         | Margaret Wilbraham de Woodhey, cerca de Faddiley, Cheshire                                         | Margaret Wilbraham de Woodhey, cerca de Faddiley, Cheshire                                         |  |  | | | | | Beatrix Hill                                                                                              | Beatrix Hill                                                                                              | Beatrix Hill                     | Beatrix Hill                     | Beatrix Hill                                                                                 | Beatrix Hill                                                                                 |                                                                                              |                                                                                              | William Bromley de Mitley                                                                    | William Bromley de Mitley                                                                    | William Bromley de Mitley                     | William Bromley de Mitley                     | William Bromley de Mitley                                                                                           | William Bromley de Mitley                                                                                           | | | | | Roger Bromley            | Roger Bromley            | Roger Bromley            | Roger Bromley            | Roger Bromley                                                                                      | Roger Bromley                                                                                      | | | Jane Jennings de Walliborne Hal, Church Pulverbatch                                                | Jane Jennings de Walliborne Hal, Church Pulverbatch                                                | Jane Jennings de Walliborne Hal, Church Pulverbatch        | Jane Jennings de Walliborne Hal, Church Pulverbatch        | Jane Jennings de Walliborne Hal, Church Pulverbatch        | Jane Jennings de Walliborne Hal, Church Pulverbatch        |                                                            |                                                            |                             |                             | | | | | | |                                                                          |                                                                          |                                                                          |                                                                          |                                                                          |                                                                          |                                                                 |                                                                 |                                                                 |                                                                 |  |  |  |  |  |  |  |  |  |  |  |  |  |  |  |  |  |  |  |  |  |  |  |  |
| Thomas Hill | Thomas Hill | Thomas Hill | Thomas Hill | Thomas Hill | Thomas Hill | | | Margaret Wilbraham de Woodhey, cerca de Faddiley, Cheshire                                                   | Margaret Wilbraham de Woodhey, cerca de Faddiley, Cheshire                                                   | Margaret Wilbraham de Woodhey, cerca de Faddiley, Cheshire                                         | Margaret Wilbraham de Woodhey, cerca de Faddiley, Cheshire                                         | Margaret Wilbraham de Woodhey, cerca de Faddiley, Cheshire                                         | Margaret Wilbraham de Woodhey, cerca de Faddiley, Cheshire                                         |  |  | | | | | Beatrix Hill                                                                                              | Beatrix Hill                                                                                              | Beatrix Hill                     | Beatrix Hill                     | Beatrix Hill                                                                                 | Beatrix Hill                                                                                 |                                                                                              |                                                                                              | William Bromley de Mitley                                                                    | William Bromley de Mitley                                                                    | William Bromley de Mitley                     | William Bromley de Mitley                     | William Bromley de Mitley                                                                                           | William Bromley de Mitley                                                                                           | | | | | Roger Bromley            | Roger Bromley            | Roger Bromley            | Roger Bromley            | Roger Bromley                                                                                      | Roger Bromley                                                                                      | | | Jane Jennings de Walliborne Hal, Church Pulverbatch                                                | Jane Jennings de Walliborne Hal, Church Pulverbatch                                                | Jane Jennings de Walliborne Hal, Church Pulverbatch        | Jane Jennings de Walliborne Hal, Church Pulverbatch        | Jane Jennings de Walliborne Hal, Church Pulverbatch        | Jane Jennings de Walliborne Hal, Church Pulverbatch        |                                                            |                                                            |                             |                             | | | | | | |                                                                          |                                                                          |                                                                          |                                                                          |                                                                          |                                                                          |                                                                 |                                                                 |                                                                 |                                                                 |  |  |  |  |  |  |  |  |  |  |  |  |  |  |  |  |  |  |  |  |  |  |  |  |
| | | | | | | | | | | | | | |  |  | | | | | | |                                  |                                  |                                                                                              |                                                                                              |                                                                                              |                                                                                              |                                                                                              |                                                                                              |                                               |                                               | | | | | | |                          |                          |                          |                          | | | | | | |                                                            |                                                            |                                                            |                                                            |                                                            |                                                            |                             |                             | | | | | | |                                                                          |                                                                          |                                                                          |                                                                          |                                                                          |                                                                          |                                                                 |                                                                 |                                                                 |                                                                 |  |  |  |  |  |  |  |  |  |  |  |  |  |  |  |  |  |  |  |  |  |  |  |  |
| | | | | | | | | | | | | | |  |  | | | | | | |                                  |                                  |                                                                                              |                                                                                              |                                                                                              |                                                                                              |                                                                                              |                                                                                              |                                               |                                               | | | | | | |                          |                          |                          |                          | | | | | | |                                                            |                                                            |                                                            |                                                            |                                                            |                                                            |                             |                             | | | | | | |                                                                          |                                                                          |                                                                          |                                                                          |                                                                          |                                                                          |                                                                 |                                                                 |                                                                 |                                                                 |  |  |  |  |  |  |  |  |  |  |  |  |  |  |  |  |  |  |  |  |  |  |  |  |
| Sir Rowland Hill (f. 1561), de Londres y Hodnet, Lord Mayor de Londres                                               | Sir Rowland Hill (f. 1561), de Londres y Hodnet, Lord Mayor de Londres                                               | Sir Rowland Hill (f. 1561), de Londres y Hodnet, Lord Mayor de Londres                                               | Sir Rowland Hill (f. 1561), de Londres y Hodnet, Lord Mayor de Londres                                               | Sir Rowland Hill (f. 1561), de Londres y Hodnet, Lord Mayor de Londres                                               | Sir Rowland Hill (f. 1561), de Londres y Hodnet, Lord Mayor de Londres                                               | | | Joanna Hill                                                                                                  | Joanna Hill                                                                                                  | Joanna Hill                                                                                        | Joanna Hill                                                                                        | Joanna Hill                                                                                        | Joanna Hill                                                                                        |  |  | John Gratewood                                                                                            | John Gratewood                                                                                            | John Gratewood                                                                                            | John Gratewood                                                                                            | John Gratewood                                                                                            | John Gratewood                                                                                            |                                  |                                  | George Bromley of Hodnet, High Sheriff de Shropshire 1521-2                                  | George Bromley of Hodnet, High Sheriff de Shropshire 1521-2                                  | George Bromley of Hodnet, High Sheriff de Shropshire 1521-2                                  | George Bromley of Hodnet, High Sheriff de Shropshire 1521-2                                  | George Bromley of Hodnet, High Sheriff de Shropshire 1521-2                                  | George Bromley of Hodnet, High Sheriff de Shropshire 1521-2                                  |                                               |                                               | Jane Lacon de Willey, Shropshire                                                                                    | Jane Lacon de Willey, Shropshire                                                                                    | Jane Lacon de Willey, Shropshire                                                                                    | Jane Lacon de Willey, Shropshire                                                                                    | Jane Lacon de Willey, Shropshire                                                                                    | Jane Lacon de Willey, Shropshire                                                                                    |                          |                          | William Bromley          | William Bromley          | William Bromley                                                                                    | William Bromley                                                                                    | William Bromley                                                                                    | William Bromley                                                                                    | | | Elizabeth Dodd de Cloverley, near Calverhall, Shropshire   | Elizabeth Dodd de Cloverley, near Calverhall, Shropshire   | Elizabeth Dodd de Cloverley, near Calverhall, Shropshire   | Elizabeth Dodd de Cloverley, near Calverhall, Shropshire   | Elizabeth Dodd de Cloverley, near Calverhall, Shropshire   | Elizabeth Dodd de Cloverley, near Calverhall, Shropshire   |                             |                             | THOMAS BROMLEY (f. 1555) of Eyton on Severn, Wroxeter y Shrewsbury, Lord Presidente del Tribunal Supremo de Inglaterra y Gales | THOMAS BROMLEY (f. 1555) of Eyton on Severn, Wroxeter y Shrewsbury, Lord Presidente del Tribunal Supremo de Inglaterra y Gales | THOMAS BROMLEY (f. 1555) of Eyton on Severn, Wroxeter y Shrewsbury, Lord Presidente del Tribunal Supremo de Inglaterra y Gales | THOMAS BROMLEY (f. 1555) of Eyton on Severn, Wroxeter y Shrewsbury, Lord Presidente del Tribunal Supremo de Inglaterra y Gales | THOMAS BROMLEY (f. 1555) of Eyton on Severn, Wroxeter y Shrewsbury, Lord Presidente del Tribunal Supremo de Inglaterra y Gales | THOMAS BROMLEY (f. 1555) of Eyton on Severn, Wroxeter y Shrewsbury, Lord Presidente del Tribunal Supremo de Inglaterra y Gales |                                                                          |                                                                          | Isabel Lyster de Rowton, Shropshire                                      | Isabel Lyster de Rowton, Shropshire                                      | Isabel Lyster de Rowton, Shropshire                                      | Isabel Lyster de Rowton, Shropshire                                      | Isabel Lyster de Rowton, Shropshire                             | Isabel Lyster de Rowton, Shropshire                             |                                                                 |                                                                 |  |  |  |  |  |  |  |  |  |  |  |  |  |  |  |  |  |  |  |  |  |  |  |  |
| Sir Rowland Hill (f. 1561), de Londres y Hodnet, Lord Mayor de Londres                                               | Sir Rowland Hill (f. 1561), de Londres y Hodnet, Lord Mayor de Londres                                               | Sir Rowland Hill (f. 1561), de Londres y Hodnet, Lord Mayor de Londres                                               | Sir Rowland Hill (f. 1561), de Londres y Hodnet, Lord Mayor de Londres                                               | Sir Rowland Hill (f. 1561), de Londres y Hodnet, Lord Mayor de Londres                                               | Sir Rowland Hill (f. 1561), de Londres y Hodnet, Lord Mayor de Londres                                               | | | Joanna Hill                                                                                                  | Joanna Hill                                                                                                  | Joanna Hill                                                                                        | Joanna Hill                                                                                        | Joanna Hill                                                                                        | Joanna Hill                                                                                        |  |  | John Gratewood                                                                                            | John Gratewood                                                                                            | John Gratewood                                                                                            | John Gratewood                                                                                            | John Gratewood                                                                                            | John Gratewood                                                                                            |                                  |                                  | George Bromley of Hodnet, High Sheriff de Shropshire 1521-2                                  | George Bromley of Hodnet, High Sheriff de Shropshire 1521-2                                  | George Bromley of Hodnet, High Sheriff de Shropshire 1521-2                                  | George Bromley of Hodnet, High Sheriff de Shropshire 1521-2                                  | George Bromley of Hodnet, High Sheriff de Shropshire 1521-2                                  | George Bromley of Hodnet, High Sheriff de Shropshire 1521-2                                  |                                               |                                               | Jane Lacon de Willey, Shropshire                                                                                    | Jane Lacon de Willey, Shropshire                                                                                    | Jane Lacon de Willey, Shropshire                                                                                    | Jane Lacon de Willey, Shropshire                                                                                    | Jane Lacon de Willey, Shropshire                                                                                    | Jane Lacon de Willey, Shropshire                                                                                    |                          |                          | William Bromley          | William Bromley          | William Bromley                                                                                    | William Bromley                                                                                    | William Bromley                                                                                    | William Bromley                                                                                    | | | Elizabeth Dodd de Cloverley, near Calverhall, Shropshire   | Elizabeth Dodd de Cloverley, near Calverhall, Shropshire   | Elizabeth Dodd de Cloverley, near Calverhall, Shropshire   | Elizabeth Dodd de Cloverley, near Calverhall, Shropshire   | Elizabeth Dodd de Cloverley, near Calverhall, Shropshire   | Elizabeth Dodd de Cloverley, near Calverhall, Shropshire   |                             |                             | THOMAS BROMLEY (f. 1555) of Eyton on Severn, Wroxeter y Shrewsbury, Lord Presidente del Tribunal Supremo de Inglaterra y Gales | THOMAS BROMLEY (f. 1555) of Eyton on Severn, Wroxeter y Shrewsbury, Lord Presidente del Tribunal Supremo de Inglaterra y Gales | THOMAS BROMLEY (f. 1555) of Eyton on Severn, Wroxeter y Shrewsbury, Lord Presidente del Tribunal Supremo de Inglaterra y Gales | THOMAS BROMLEY (f. 1555) of Eyton on Severn, Wroxeter y Shrewsbury, Lord Presidente del Tribunal Supremo de Inglaterra y Gales | THOMAS BROMLEY (f. 1555) of Eyton on Severn, Wroxeter y Shrewsbury, Lord Presidente del Tribunal Supremo de Inglaterra y Gales | THOMAS BROMLEY (f. 1555) of Eyton on Severn, Wroxeter y Shrewsbury, Lord Presidente del Tribunal Supremo de Inglaterra y Gales |                                                                          |                                                                          | Isabel Lyster de Rowton, Shropshire                                      | Isabel Lyster de Rowton, Shropshire                                      | Isabel Lyster de Rowton, Shropshire                                      | Isabel Lyster de Rowton, Shropshire                                      | Isabel Lyster de Rowton, Shropshire                             | Isabel Lyster de Rowton, Shropshire                             |                                                                 |                                                                 |  |  |  |  |  |  |  |  |  |  |  |  |  |  |  |  |  |  |  |  |  |  |  |  |
| | | | | | | | | | | | | | |  |  | | | | | | |                                  |                                  |                                                                                              |                                                                                              |                                                                                              |                                                                                              |                                                                                              |                                                                                              |                                               |                                               | | | | | | |                          |                          |                          |                          | | | | | | |                                                            |                                                            |                                                            |                                                            |                                                            |                                                            |                             |                             | | | | | | |                                                                          |                                                                          |                                                                          |                                                                          |                                                                          |                                                                          |                                                                 |                                                                 |                                                                 |                                                                 |  |  |  |  |  |  |  |  |  |  |  |  |  |  |  |  |  |  |  |  |  |  |  |  |
| | | | | | | | | | | | | | |  |  | | | | | | |                                  |                                  |                                                                                              |                                                                                              |                                                                                              |                                                                                              |                                                                                              |                                                                                              |                                               |                                               | | | | | | |                          |                          |                          |                          | | | | | | |                                                            |                                                            |                                                            |                                                            |                                                            |                                                            |                             |                             | | | | | | |                                                                          |                                                                          |                                                                          |                                                                          |                                                                          |                                                                          |                                                                 |                                                                 |                                                                 |                                                                 |  |  |  |  |  |  |  |  |  |  |  |  |  |  |  |  |  |  |  |  |  |  |  |  |
| Reginald Corbet (f.1566) de Adderley y Stoke upon Tern, MP para Much Wenlock y Shrewsbury, Juez del Tribunal del Rey | Reginald Corbet (f.1566) de Adderley y Stoke upon Tern, MP para Much Wenlock y Shrewsbury, Juez del Tribunal del Rey | Reginald Corbet (f.1566) de Adderley y Stoke upon Tern, MP para Much Wenlock y Shrewsbury, Juez del Tribunal del Rey | Reginald Corbet (f.1566) de Adderley y Stoke upon Tern, MP para Much Wenlock y Shrewsbury, Juez del Tribunal del Rey | Reginald Corbet (f.1566) de Adderley y Stoke upon Tern, MP para Much Wenlock y Shrewsbury, Juez del Tribunal del Rey | Reginald Corbet (f.1566) de Adderley y Stoke upon Tern, MP para Much Wenlock y Shrewsbury, Juez del Tribunal del Rey | | | Alice Gratewood, co-heiress de Sir Rowland Hill                                                              | Alice Gratewood, co-heiress de Sir Rowland Hill                                                              | Alice Gratewood, co-heiress de Sir Rowland Hill                                                    | Alice Gratewood, co-heiress de Sir Rowland Hill                                                    | Alice Gratewood, co-heiress de Sir Rowland Hill                                                    | Alice Gratewood, co-heiress de Sir Rowland Hill                                                    |  |  | Thomas Bromley (1530–87), de Rodd Castle y Hodnet, MP para Bridgnorth, Wigan y Guildford, Lord Chancellor | Thomas Bromley (1530–87), de Rodd Castle y Hodnet, MP para Bridgnorth, Wigan y Guildford, Lord Chancellor | Thomas Bromley (1530–87), de Rodd Castle y Hodnet, MP para Bridgnorth, Wigan y Guildford, Lord Chancellor | Thomas Bromley (1530–87), de Rodd Castle y Hodnet, MP para Bridgnorth, Wigan y Guildford, Lord Chancellor | Thomas Bromley (1530–87), de Rodd Castle y Hodnet, MP para Bridgnorth, Wigan y Guildford, Lord Chancellor | Thomas Bromley (1530–87), de Rodd Castle y Hodnet, MP para Bridgnorth, Wigan y Guildford, Lord Chancellor |                                  |                                  | Elizabeth Fortescue de Shirburn, Oxfordshire                                                 | Elizabeth Fortescue de Shirburn, Oxfordshire                                                 | Elizabeth Fortescue de Shirburn, Oxfordshire                                                 | Elizabeth Fortescue de Shirburn, Oxfordshire                                                 | Elizabeth Fortescue de Shirburn, Oxfordshire                                                 | Elizabeth Fortescue de Shirburn, Oxfordshire                                                 |                                               |                                               | | | | | | |                          |                          |                          |                          | Sir George Bromley (c.1526–89), de Hallon in Worfield, MP para Much Wenlock, Liskeard y Shropshire | Sir George Bromley (c.1526–89), de Hallon in Worfield, MP para Much Wenlock, Liskeard y Shropshire | Sir George Bromley (c.1526–89), de Hallon in Worfield, MP para Much Wenlock, Liskeard y Shropshire | Sir George Bromley (c.1526–89), de Hallon in Worfield, MP para Much Wenlock, Liskeard y Shropshire | Sir George Bromley (c.1526–89), de Hallon in Worfield, MP para Much Wenlock, Liskeard y Shropshire | Sir George Bromley (c.1526–89), de Hallon in Worfield, MP para Much Wenlock, Liskeard y Shropshire |                                                            |                                                            | Joanne Waverton de Worfield                                | Joanne Waverton de Worfield                                | Joanne Waverton de Worfield                                | Joanne Waverton de Worfield                                | Joanne Waverton de Worfield | Joanne Waverton de Worfield | | | Margaret Bromley | Margaret Bromley | Margaret Bromley | Margaret Bromley | Margaret Bromley                                                         | Margaret Bromley                                                         |                                                                          |                                                                          | Sir Richard Newport (f.1570) de High Ercall, MP para Shropshire          | Sir Richard Newport (f.1570) de High Ercall, MP para Shropshire          | Sir Richard Newport (f.1570) de High Ercall, MP para Shropshire | Sir Richard Newport (f.1570) de High Ercall, MP para Shropshire | Sir Richard Newport (f.1570) de High Ercall, MP para Shropshire | Sir Richard Newport (f.1570) de High Ercall, MP para Shropshire |  |  |  |  |  |  |  |  |  |  |  |  |  |  |  |  |  |  |  |  |  |  |  |  |
| Reginald Corbet (f.1566) de Adderley y Stoke upon Tern, MP para Much Wenlock y Shrewsbury, Juez del Tribunal del Rey | Reginald Corbet (f.1566) de Adderley y Stoke upon Tern, MP para Much Wenlock y Shrewsbury, Juez del Tribunal del Rey | Reginald Corbet (f.1566) de Adderley y Stoke upon Tern, MP para Much Wenlock y Shrewsbury, Juez del Tribunal del Rey | Reginald Corbet (f.1566) de Adderley y Stoke upon Tern, MP para Much Wenlock y Shrewsbury, Juez del Tribunal del Rey | Reginald Corbet (f.1566) de Adderley y Stoke upon Tern, MP para Much Wenlock y Shrewsbury, Juez del Tribunal del Rey | Reginald Corbet (f.1566) de Adderley y Stoke upon Tern, MP para Much Wenlock y Shrewsbury, Juez del Tribunal del Rey | | | Alice Gratewood, co-heiress de Sir Rowland Hill                                                              | Alice Gratewood, co-heiress de Sir Rowland Hill                                                              | Alice Gratewood, co-heiress de Sir Rowland Hill                                                    | Alice Gratewood, co-heiress de Sir Rowland Hill                                                    | Alice Gratewood, co-heiress de Sir Rowland Hill                                                    | Alice Gratewood, co-heiress de Sir Rowland Hill                                                    |  |  | Thomas Bromley (1530–87), de Rodd Castle y Hodnet, MP para Bridgnorth, Wigan y Guildford, Lord Chancellor | Thomas Bromley (1530–87), de Rodd Castle y Hodnet, MP para Bridgnorth, Wigan y Guildford, Lord Chancellor | Thomas Bromley (1530–87), de Rodd Castle y Hodnet, MP para Bridgnorth, Wigan y Guildford, Lord Chancellor | Thomas Bromley (1530–87), de Rodd Castle y Hodnet, MP para Bridgnorth, Wigan y Guildford, Lord Chancellor | Thomas Bromley (1530–87), de Rodd Castle y Hodnet, MP para Bridgnorth, Wigan y Guildford, Lord Chancellor | Thomas Bromley (1530–87), de Rodd Castle y Hodnet, MP para Bridgnorth, Wigan y Guildford, Lord Chancellor |                                  |                                  | Elizabeth Fortescue de Shirburn, Oxfordshire                                                 | Elizabeth Fortescue de Shirburn, Oxfordshire                                                 | Elizabeth Fortescue de Shirburn, Oxfordshire                                                 | Elizabeth Fortescue de Shirburn, Oxfordshire                                                 | Elizabeth Fortescue de Shirburn, Oxfordshire                                                 | Elizabeth Fortescue de Shirburn, Oxfordshire                                                 |                                               |                                               | | | | | | |                          |                          |                          |                          | Sir George Bromley (c.1526–89), de Hallon in Worfield, MP para Much Wenlock, Liskeard y Shropshire | Sir George Bromley (c.1526–89), de Hallon in Worfield, MP para Much Wenlock, Liskeard y Shropshire | Sir George Bromley (c.1526–89), de Hallon in Worfield, MP para Much Wenlock, Liskeard y Shropshire | Sir George Bromley (c.1526–89), de Hallon in Worfield, MP para Much Wenlock, Liskeard y Shropshire | Sir George Bromley (c.1526–89), de Hallon in Worfield, MP para Much Wenlock, Liskeard y Shropshire | Sir George Bromley (c.1526–89), de Hallon in Worfield, MP para Much Wenlock, Liskeard y Shropshire |                                                            |                                                            | Joanne Waverton de Worfield                                | Joanne Waverton de Worfield                                | Joanne Waverton de Worfield                                | Joanne Waverton de Worfield                                | Joanne Waverton de Worfield | Joanne Waverton de Worfield | | | Margaret Bromley | Margaret Bromley | Margaret Bromley | Margaret Bromley | Margaret Bromley                                                         | Margaret Bromley                                                         |                                                                          |                                                                          | Sir Richard Newport (f.1570) de High Ercall, MP para Shropshire          | Sir Richard Newport (f.1570) de High Ercall, MP para Shropshire          | Sir Richard Newport (f.1570) de High Ercall, MP para Shropshire | Sir Richard Newport (f.1570) de High Ercall, MP para Shropshire | Sir Richard Newport (f.1570) de High Ercall, MP para Shropshire | Sir Richard Newport (f.1570) de High Ercall, MP para Shropshire |  |  |  |  |  |  |  |  |  |  |  |  |  |  |  |  |  |  |  |  |  |  |  |  |
| | | | | | | | | | | | | | |  |  | | | | | | |                                  |                                  |                                                                                              |                                                                                              |                                                                                              |                                                                                              |                                                                                              |                                                                                              |                                               |                                               | | | | | | |                          |                          |                          |                          | | | | | | |                                                            |                                                            |                                                            |                                                            |                                                            |                                                            |                             |                             | | | | | | |                                                                          |                                                                          |                                                                          |                                                                          |                                                                          |                                                                          |                                                                 |                                                                 |                                                                 |                                                                 |  |  |  |  |  |  |  |  |  |  |  |  |  |  |  |  |  |  |  |  |  |  |  |  |
| | | | | | | | | | | | | | |  |  | | | | | | |                                  |                                  |                                                                                              |                                                                                              |                                                                                              |                                                                                              |                                                                                              |                                                                                              |                                               |                                               | | | | | | |                          |                          |                          |                          | | | | | | |                                                            |                                                            |                                                            |                                                            |                                                            |                                                            |                             |                             | | | | | | |                                                                          |                                                                          |                                                                          |                                                                          |                                                                          |                                                                          |                                                                 |                                                                 |                                                                 |                                                                 |  |  |  |  |  |  |  |  |  |  |  |  |  |  |  |  |  |  |  |  |  |  |  |  |
| Richard Corbet | Richard Corbet | Richard Corbet | Richard Corbet | Richard Corbet | Richard Corbet | | | Anne Bromley                                                                                                 | Anne Bromley                                                                                                 | Anne Bromley                                                                                       | Anne Bromley                                                                                       | Anne Bromley                                                                                       | Anne Bromley                                                                                       |  |  | Elizabeth Bromley                                                                                         | Elizabeth Bromley                                                                                         | Elizabeth Bromley                                                                                         | Elizabeth Bromley                                                                                         | Elizabeth Bromley                                                                                         | Elizabeth Bromley                                                                                         |                                  |                                  | Sir Oliver Cromwell (f.1655) de Hinchingbrooke House y Ramsey Abbey, MP para Huntingdonshire | Sir Oliver Cromwell (f.1655) de Hinchingbrooke House y Ramsey Abbey, MP para Huntingdonshire | Sir Oliver Cromwell (f.1655) de Hinchingbrooke House y Ramsey Abbey, MP para Huntingdonshire | Sir Oliver Cromwell (f.1655) de Hinchingbrooke House y Ramsey Abbey, MP para Huntingdonshire | Sir Oliver Cromwell (f.1655) de Hinchingbrooke House y Ramsey Abbey, MP para Huntingdonshire | Sir Oliver Cromwell (f.1655) de Hinchingbrooke House y Ramsey Abbey, MP para Huntingdonshire |                                               |                                               | Sir Henry Bromley (c.1560–1615), de Holt Castle y Shrawardine Castle, MP para Plymouth, Worcestershire y Shropshire | Sir Henry Bromley (c.1560–1615), de Holt Castle y Shrawardine Castle, MP para Plymouth, Worcestershire y Shropshire | Sir Henry Bromley (c.1560–1615), de Holt Castle y Shrawardine Castle, MP para Plymouth, Worcestershire y Shropshire | Sir Henry Bromley (c.1560–1615), de Holt Castle y Shrawardine Castle, MP para Plymouth, Worcestershire y Shropshire | Sir Henry Bromley (c.1560–1615), de Holt Castle y Shrawardine Castle, MP para Plymouth, Worcestershire y Shropshire | Sir Henry Bromley (c.1560–1615), de Holt Castle y Shrawardine Castle, MP para Plymouth, Worcestershire y Shropshire |                          |                          | Elizabeth Pelham         | Elizabeth Pelham         | Elizabeth Pelham                                                                                   | Elizabeth Pelham                                                                                   | Elizabeth Pelham                                                                                   | Elizabeth Pelham                                                                                   | | | Francis Bromley (c.1556–91), de Hodnet, MP para Shropshire | Francis Bromley (c.1556–91), de Hodnet, MP para Shropshire | Francis Bromley (c.1556–91), de Hodnet, MP para Shropshire | Francis Bromley (c.1556–91), de Hodnet, MP para Shropshire | Francis Bromley (c.1556–91), de Hodnet, MP para Shropshire | Francis Bromley (c.1556–91), de Hodnet, MP para Shropshire |                             |                             | Sir Edward Bromley (1563–1626), de Shifnall Grange y Bridgnorth, baron de Exchequer]], MP para Bridgnorth                      | Sir Edward Bromley (1563–1626), de Shifnall Grange y Bridgnorth, baron de Exchequer]], MP para Bridgnorth                      | Sir Edward Bromley (1563–1626), de Shifnall Grange y Bridgnorth, baron de Exchequer]], MP para Bridgnorth                      | Sir Edward Bromley (1563–1626), de Shifnall Grange y Bridgnorth, baron de Exchequer]], MP para Bridgnorth                      | Sir Edward Bromley (1563–1626), de Shifnall Grange y Bridgnorth, baron de Exchequer]], MP para Bridgnorth                      | Sir Edward Bromley (1563–1626), de Shifnall Grange y Bridgnorth, baron de Exchequer]], MP para Bridgnorth                      |                                                                          |                                                                          | Francis Newport (f. 1623)                                                | Francis Newport (f. 1623)                                                | Francis Newport (f. 1623)                                                | Francis Newport (f. 1623)                                                | Francis Newport (f. 1623)                                       | Francis Newport (f. 1623)                                       |                                                                 |                                                                 |  |  |  |  |  |  |  |  |  |  |  |  |  |  |  |  |  |  |  |  |  |  |  |  |
| Richard Corbet | Richard Corbet | Richard Corbet | Richard Corbet | Richard Corbet | Richard Corbet | | | Anne Bromley                                                                                                 | Anne Bromley                                                                                                 | Anne Bromley                                                                                       | Anne Bromley                                                                                       | Anne Bromley                                                                                       | Anne Bromley                                                                                       |  |  | Elizabeth Bromley                                                                                         | Elizabeth Bromley                                                                                         | Elizabeth Bromley                                                                                         | Elizabeth Bromley                                                                                         | Elizabeth Bromley                                                                                         | Elizabeth Bromley                                                                                         |                                  |                                  | Sir Oliver Cromwell (f.1655) de Hinchingbrooke House y Ramsey Abbey, MP para Huntingdonshire | Sir Oliver Cromwell (f.1655) de Hinchingbrooke House y Ramsey Abbey, MP para Huntingdonshire | Sir Oliver Cromwell (f.1655) de Hinchingbrooke House y Ramsey Abbey, MP para Huntingdonshire | Sir Oliver Cromwell (f.1655) de Hinchingbrooke House y Ramsey Abbey, MP para Huntingdonshire | Sir Oliver Cromwell (f.1655) de Hinchingbrooke House y Ramsey Abbey, MP para Huntingdonshire | Sir Oliver Cromwell (f.1655) de Hinchingbrooke House y Ramsey Abbey, MP para Huntingdonshire |                                               |                                               | Sir Henry Bromley (c.1560–1615), de Holt Castle y Shrawardine Castle, MP para Plymouth, Worcestershire y Shropshire | Sir Henry Bromley (c.1560–1615), de Holt Castle y Shrawardine Castle, MP para Plymouth, Worcestershire y Shropshire | Sir Henry Bromley (c.1560–1615), de Holt Castle y Shrawardine Castle, MP para Plymouth, Worcestershire y Shropshire | Sir Henry Bromley (c.1560–1615), de Holt Castle y Shrawardine Castle, MP para Plymouth, Worcestershire y Shropshire | Sir Henry Bromley (c.1560–1615), de Holt Castle y Shrawardine Castle, MP para Plymouth, Worcestershire y Shropshire | Sir Henry Bromley (c.1560–1615), de Holt Castle y Shrawardine Castle, MP para Plymouth, Worcestershire y Shropshire |                          |                          | Elizabeth Pelham         | Elizabeth Pelham         | Elizabeth Pelham                                                                                   | Elizabeth Pelham                                                                                   | Elizabeth Pelham                                                                                   | Elizabeth Pelham                                                                                   | | | Francis Bromley (c.1556–91), de Hodnet, MP para Shropshire | Francis Bromley (c.1556–91), de Hodnet, MP para Shropshire | Francis Bromley (c.1556–91), de Hodnet, MP para Shropshire | Francis Bromley (c.1556–91), de Hodnet, MP para Shropshire | Francis Bromley (c.1556–91), de Hodnet, MP para Shropshire | Francis Bromley (c.1556–91), de Hodnet, MP para Shropshire |                             |                             | Sir Edward Bromley (1563–1626), de Shifnall Grange y Bridgnorth, baron de Exchequer]], MP para Bridgnorth                      | Sir Edward Bromley (1563–1626), de Shifnall Grange y Bridgnorth, baron de Exchequer]], MP para Bridgnorth                      | Sir Edward Bromley (1563–1626), de Shifnall Grange y Bridgnorth, baron de Exchequer]], MP para Bridgnorth                      | Sir Edward Bromley (1563–1626), de Shifnall Grange y Bridgnorth, baron de Exchequer]], MP para Bridgnorth                      | Sir Edward Bromley (1563–1626), de Shifnall Grange y Bridgnorth, baron de Exchequer]], MP para Bridgnorth                      | Sir Edward Bromley (1563–1626), de Shifnall Grange y Bridgnorth, baron de Exchequer]], MP para Bridgnorth                      |                                                                          |                                                                          | Francis Newport (f. 1623)                                                | Francis Newport (f. 1623)                                                | Francis Newport (f. 1623)                                                | Francis Newport (f. 1623)                                                | Francis Newport (f. 1623)                                       | Francis Newport (f. 1623)                                       |                                                                 |                                                                 |  |  |  |  |  |  |  |  |  |  |  |  |  |  |  |  |  |  |  |  |  |  |  |  |
| | | | | | | | | | | | | | |  |  | | | | | | |                                  |                                  |                                                                                              |                                                                                              |                                                                                              |                                                                                              |                                                                                              |                                                                                              |                                               |                                               | | | | | | |                          |                          |                          |                          | | | | | | |                                                            |                                                            |                                                            |                                                            |                                                            |                                                            |                             |                             | | | | | | |                                                                          |                                                                          |                                                                          |                                                                          |                                                                          |                                                                          |                                                                 |                                                                 |                                                                 |                                                                 |  |  |  |  |  |  |  |  |  |  |  |  |  |  |  |  |  |  |  |  |  |  |  |  |
| | | | | Sir John Corbet, I baronet, de Stoke upon Tern, MP para Shropshire, prominent Presbyterian y Parliamentarian         | Sir John Corbet, I baronet, de Stoke upon Tern, MP para Shropshire, prominent Presbyterian y Parliamentarian         | Sir John Corbet, I baronet, de Stoke upon Tern, MP para Shropshire, prominent Presbyterian y Parliamentarian | Sir John Corbet, I baronet, de Stoke upon Tern, MP para Shropshire, prominent Presbyterian y Parliamentarian | Sir John Corbet, I baronet, de Stoke upon Tern, MP para Shropshire, prominent Presbyterian y Parliamentarian | Sir John Corbet, I baronet, de Stoke upon Tern, MP para Shropshire, prominent Presbyterian y Parliamentarian | | | | |  |  | | | | | | |                                  |                                  |                                                                                              |                                                                                              |                                                                                              |                                                                                              |                                                                                              |                                                                                              |                                               |                                               | | | | | Thomas Bromley (f. 1641)                                                                                            | Thomas Bromley (f. 1641)                                                                                            | Thomas Bromley (f. 1641) | Thomas Bromley (f. 1641) | Thomas Bromley (f. 1641) | Thomas Bromley (f. 1641) | | | | | | |                                                            |                                                            |                                                            |                                                            |                                                            |                                                            |                             |                             | | | | | | | Richard Newport, I barón Newport, MP para Shropshire, prominent Royalist | Richard Newport, I barón Newport, MP para Shropshire, prominent Royalist | Richard Newport, I barón Newport, MP para Shropshire, prominent Royalist | Richard Newport, I barón Newport, MP para Shropshire, prominent Royalist | Richard Newport, I barón Newport, MP para Shropshire, prominent Royalist | Richard Newport, I barón Newport, MP para Shropshire, prominent Royalist |                                                                 |                                                                 |                                                                 |                                                                 |  |  |  |  |  |  |  |  |  |  |  |  |  |  |  |  |  |  |  |  |  |  |  |  |

## Entrenamiento legal
Los Bromley ya estaban involucrados con la Ley. George Bromley, el primo mayor de Thomas, era un miembro importante del Inner Temple y había sido nombrado Autumn Reader en 1508 y Lent Reader en 1509, aunque se excusó cuando fue honrado de nuevo para Lent 1515. La primera evidencia de la carrera legal de Thomas Bromley data de mayo de 1519, cuando fue suspendido por el parlamento del Inner Temple por comportamiento ofensivo hacia el gobernador principal:
"Order that Widdon and Brumley, the younger, be sent out of commons because they evilly behaved themselves towards Master Sutton, the chief governor, at the time of the last vacation."
Su penitencia fue debidamente registrada en el Law French que todavía utilizaban ampliamente los abogados de la época:
"Thomas Bromele permitte et graunte all compeney de le Inner Tempell de paier mes commons et auteres duetes en le dit Tempell, et de etre goveryn et redresse par les governers et par le dit compeney, et de obaier et performer totes maners ordnaunces de le compeney de le dit Tempell, sur payne detre oust a tous jourz. Pleg, John Whiddon, Thomas Newton"
Esto fue seguido por un compromiso similar de Whiddon.
A pesar de su "indiscreción juvenil", Bromley ascendió bastante rápido a puestos de confianza y responsabilidad en el Inn, mientras presumiblemente ganaba la vida principalmente de la práctica privada y, cada vez más, de nombramientos públicos a puestos judiciales. En 1526, el parlamento del Inn lo nombró uno de los auditores para la construcción de un muro junto al River Thames. En noviembre de 1528, cuando Whiddon, su antiguo cómplice, fue reelegido Reader para el siguiente Lent, Bromley fue nombrado uno de los auditores del Tesorero del Inner Temple. Después de asistir al Lent Reader durante dos años consecutivos, en mayo de 1533 Bromley fue finalmente elegido Reader para el siguiente otoño. Para febrero de 1534, su posición era tal que el Inn admitió a William Walter por su recomendación, libre de todos los cargos excepto el costo de su vino. En junio de 1539, Bromley fue nombrado serjeant-at-law por Henry VIII. Inmediatamente fue declarado el próximo Autumn Reader, como era la costumbre. Los registros del Inner Temple muestran que rechazó el honor y fue multado con £10. Sin embargo, la entrada que registra esto está tachada, y no se registra si Bromley se retractó y realizó el oficio o fue perdonado. En noviembre de 1539, fue nombrado Reader para Lent 1540, pero se nombraron a otros dos como reservas. Los tres fueron honrados de esta manera en reconocimiento a su nombramiento como serjeant-at-law. En el evento, Bromley no dio la conferencia durante todo el término, sino que fue reemplazado por uno de sus asistentes después de la segunda semana,
"in consideracion that it apperyd suche debylete in the seyde Thomas Bromley that he was not lyke too have keppyd owte the hole redyng in the seyde vacacion of Lente."
La naturaleza precisa de su "debilidad" es desconocida, pero parece haberlo afectado a menudo.

## Carrera judicial y política
Durante su tiempo de avance académico y administrativo gradual en el Inner Temple, Bromley también avanzaba en su carrera política y judicial.

### Miembro del Parlamento

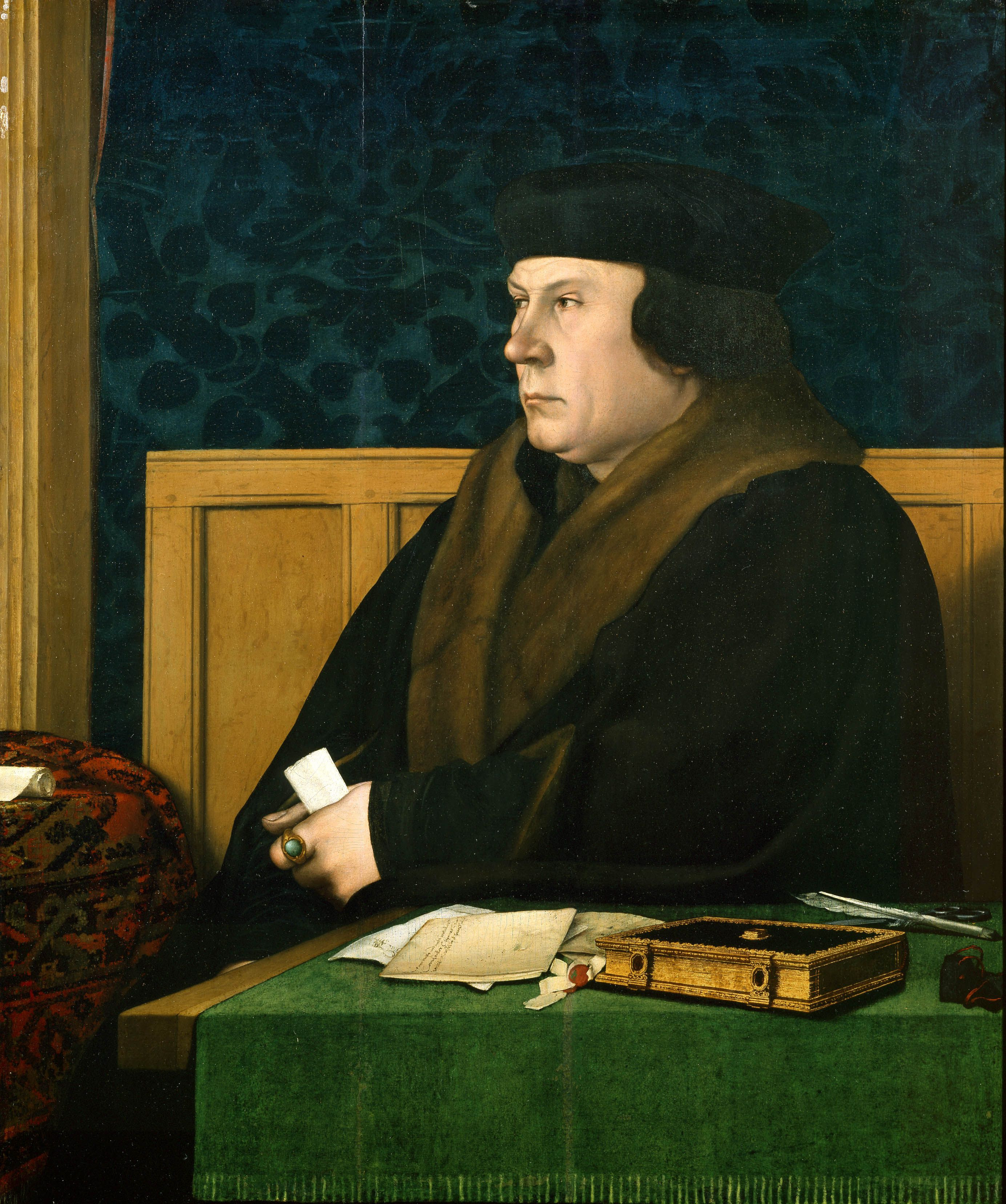
Thomas Cromwell, por Hans Holbein el Joven. Parece que la desconfianza de Cromwell actuó como un freno en la carrera de Bromley. Su promoción judicial y especulación inmobiliaria avanzaron rápidamente a medida que el poder de Cromwell llegaba a su fin.

Parece probable que Bromley sirviera como miembro del Parlamento en el Parlamento de la Reforma Inglesa de 1529–36. Esto fue sugerido por primera vez por el historiador Albert Pollard. La Historia del Parlamento en línea sugiere que incluso podría haber servido en los parlamentos sucesores, una visión plausible debido a la escasez de registros sobre la identidad de los miembros. La principal evidencia de su participación en la Cámara de los Comunes de Inglaterra es una lista de miembros del Parlamento elaborada por Thomas Cromwell, el poderoso ministro principal y arreglador parlamentario de Enrique VIII, en 1533. Encabezada por Sir George Throckmorton, un prominente conservador religioso, y aquellos en la lista eran o de opiniones similares o fuertemente comprometidos con el comercio de lana, ambos grupos generalmente opuestos a una ruptura con el Papado. Por lo tanto, probablemente enumere a aquellos que probablemente se opondrían al Estatuto de Restricción de Apelaciones, una pieza clave de la legislación de la Reforma. Bromley está listado dos veces: una entrada cerca de la cabeza ha sido tachada y se le nombra nuevamente al pie de la lista. Su presencia en la lista significa que había desagradado a Cromwell. También es una evidencia bastante segura de que sirvió como miembro del Parlamento al menos durante parte del período después de ser devuelto en una elección parcial. Su circunscripción es desconocida, pero se han sugerido Lostwithiel y Lancaster.

### Una base de poder local
Sin embargo, el Parlamento no iba a ser el principal teatro de la vida política de Bromley. Su propio condado natal ofrecía oportunidades para ganar ventaja política. Como no había aristocracia residente, la nobleza de Shropshire era la principal fuerza en el condado y también ejercía una considerable influencia en la ciudad textil de Shrewsbury, donde los comerciantes y abogados gobernaban. Una vez más, su primo George había allanado el camino, convirtiéndose en Recorder de Shrewsbury y High Sheriff of Shropshire en 1522.
Thomas Bromley obtuvo la libertad de Shrewsbury en 1528 y en 1529 la admisión a la Drapers' Company of Shrewsbury. Carta otorgada por Eduardo IV en 1461, era uno de los dos gremios que dominaban esta ciudad textil (el otro era el de los Mercers). Alrededor de 1532 se convirtió en Guardián de la Compañía, y aproximadamente al mismo tiempo fue nombrado alderman – uno de los consejos de 12 que asistían a los dos bailiffs en la administración de la ciudad. – un puesto que ocuparía hasta su muerte. En 1536 fue nombrado Justice of the Peace en Shropshire. Para 1537 había sido nombrado Recorder de Shrewsbury: su principal oficial legal y judicial. Como esto conllevaba una gran responsabilidad para representar los intereses de la ciudad en Londres, encajaba bien con sus actividades en el Inner Temple, requiriéndole pasar solo un poco de tiempo en Shrewsbury.
Bromley era un amigo cercano de Rowland Hill, tío de George Bromley. La carrera de Hill corría paralela a la de Bromley pero con un éxito aún mayor, combinando una base de poder regional en Shropshire con una espectacular carrera como mercero en Londres: para 1541, el año antes de ser nombrado caballero, pagaba al menos 5000 marcas al año en impuestos y en 1549 se convirtió en el primer protestante Alcalde de Londres. Entre 1539 y 1547, Hill invirtió una parte sustancial de su riqueza comercial en grandes cantidades de propiedades en Shropshire y los condados vecinos que habían sido puestas a disposición por la disolución de los monasterios o la abolición de las capillas y colegios. Bromley especuló en algunos de los negocios de Hill y, como otros abogados prominentes, acumuló considerables propiedades en su condado natal, incluyendo tierras en Wroxeter, que se convirtió en su sede. Entre las propiedades que compró en la zona estaban Eyton on Severn y Aston, ambos señoríos que anteriormente pertenecían a la Abadía de Shrewsbury. En su venta a Bromley por la Corona en 1540, Aston se anexó como miembro de Eyton y fue pasado junto con él a sus herederos. De manera similar, cerca de Stanton Long, compró Oxenbold, en parte en la parroquia de Monkhopton, y un antiguo señorío del Priorato de Wenlock, de John Jennings, y en 1545 agregó a este la propiedad vecina de Patton.
A medida que su estatus a nivel nacional aumentaba a través de preferencias judiciales, Bromley pudo cambiar y consolidar su poder regional. Se convirtió en Justice of the Peace en los condados fronterizos de Gloucestershire, Worcestershire y Herefordshire durante 1540–1. Con la sucesión de Eduardo VI, su importancia en el gobierno alcanzó un punto en el que la función de Recorder de Shrewsbury ya no era apropiada y la cedió a Reginald Corbet, otro aliado de Hill. Para entonces había sido nombrado Custos Rotulorum de Shropshire, el puesto más alto en el gobierno civil del condado. Para 1552 se había unido al Consejo en las Marcas, el representante regional del gobierno central en gran parte de Gales y los condados fronterizos.

### Promoción judicial
Desde 1534, Bromley fue Justice in Eyre para el sur de Gales. Alrededor de la misma época, Thomas Cromwell instaló a Rowland Lee, el Obispo de Coventry y Lichfield, como Lord President del Council in the Marches of Wales. Lee era un reformador implacable, decidido a erradicar la corrupción y los abusos que se habían apoderado del gobierno local de Gales bajo el sistema de casa de Jasper Tudor, Duque de Bedford, y Bromley participó en este proceso. En noviembre de 1538, el hermano menor de Thomas, George Bromley, fue nombrado juez principal del norte de Gales. Otro pariente, Roger Bromley, de Hodnet, Shropshire, se convertiría en juez principal del sur de Gales en 1540. Es evidente que Thomas Cromwell no podía evitar la creciente influencia de los Bromley, especialmente cuando estaban alineados con Rowland Hill, aunque se podía evitar que tomaran posesión de los cargos más altos en el poder judicial.
La promoción judicial de Bromley ocurrió poco después de la ejecución de Cromwell en 1540. El 1 de octubre de 1544 fue designado segundo juez de King's Bench. Esto le dio una influencia nacional y en 1545 fue nombrado comisionado de reforma eclesiástica. Sin embargo, Cromwell dejó un legado significativo de hostilidad hacia Bromley en la Corte de los Reyes. En el 1540s, William Paget, el Secretario Principal, y Sir William Paulet, el Lord Gran Tesorero, fueron considerados los principales contendientes para el título de sucesor de Cromwell. Con la ayuda de Rowland Hill, Bromley pudo cultivar una relación constructiva con Paget, y también con John Dudley, un aliado cercano de Paget que gradualmente ganó poder hasta convertirse en Lord Presidente del Consejo. Dudley favoreció a muchos de los enemigos de Cromwell, especialmente a aquellos que mostraron celo por la Reforma, y Bromley había cultivado una reputación como reformador religioso y comisionado de reforma. Aunque había sido hostil al Libro de Oración Común de 1549 como miembro del Parlamento, fue uno de los comisionados responsables de revisar el Libro de Oración Común en 1551-2.

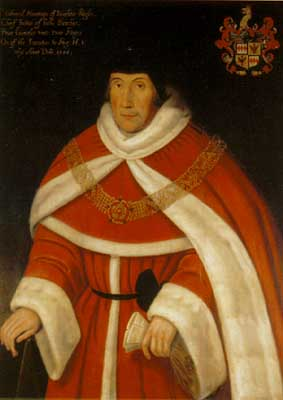
Sir Edward Montagu. Fue intimidado para que aprobara la sucesión de Lady Jane Grey, junto con Bromley. Edward Foss, el biógrafo judicial, contrasta sus respectivos tratos por la reina María.

### Lord Chief Justice
Bromley se convirtió en Lord Chief Justice el 8 de febrero de 1553, sucediendo a Sir Roger Cholmeley. Esto ocurrió durante un período muy tenso en la política inglesa. Edward VI estaba gravemente enfermo, y el Regente, John Dudley, estaba decidido a evitar que la corona pasara a la católica Mary Tudor. Aunque Edward estaba convencido de que su hermana mayor había sido ilegítima, parece haber albergado una profunda preocupación por su propia legitimidad hasta su lecho de muerte, y el principal testamento real que afirmaba el derecho de las hijas de Henry VIII a sucederle no se había revisado. Edward solo podría legitimar la sucesión de Lady Jane Grey, nieta de Henry VII a través de su hija menor, Mary Tudor, Reina consorte de Francia, a través de un testamento. La corona solo había pasado a través de testamento una vez antes, de Ricardo III a su sobrino John de Lincoln, en circunstancias altamente irregulares que llevaron a la Batalla de Bosworth y el fin de la Guerra de las Dos Rosas. Tal fue el caso en 1485 como en 1553: una sucesión por testamento era ampliamente vista como ilegal.
Bromley estaba claramente alineado con la facción Dudley en la corte y había sido promovido como resultado de su ascenso. Fue uno de los principales abogados que defendió la legitimidad del testamento y, al final, uno de los 102 firmantes. En él se afirmaba que Mary Tudor había sido ilegitimada, mientras que Lady Jane Grey no lo había sido. Edward VI falleció el 6 de julio y Bromley fue uno de los notables de la corte que declaró a Jane reina el 10 de julio.
La subsiguiente caída de la Casa Dudley y la subsiguiente victoria de Mary fueron devastadoras para Bromley. Fue enviado a la Torre de Londres el 26 de julio pero parece haber tenido algún tipo de conversación con la reina antes de esto, ya que no se le ordenó ser juzgado o ejecutado. Fue liberado el 31 de octubre pero no fue devuelto a su oficina judicial. Murió a principios de 1555, aproximadamente al mismo tiempo que la Primera Estatua de la Revocación, que devolvió a Inglaterra al catolicismo, fue aprobada por el Parlamento.

## Juicios

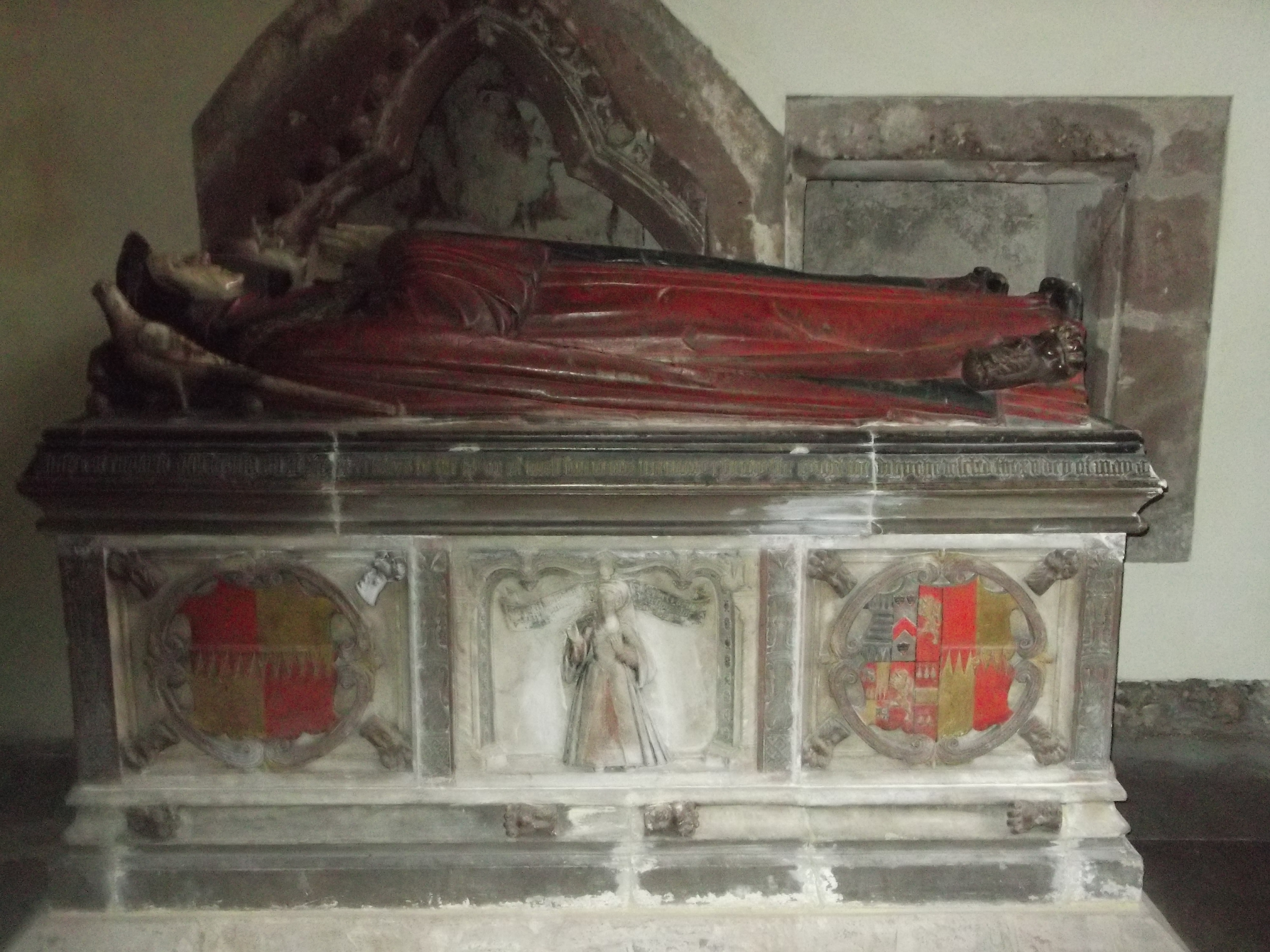
Tumba de Thomas Bromley e Isabel Lyster, Wroxeter.

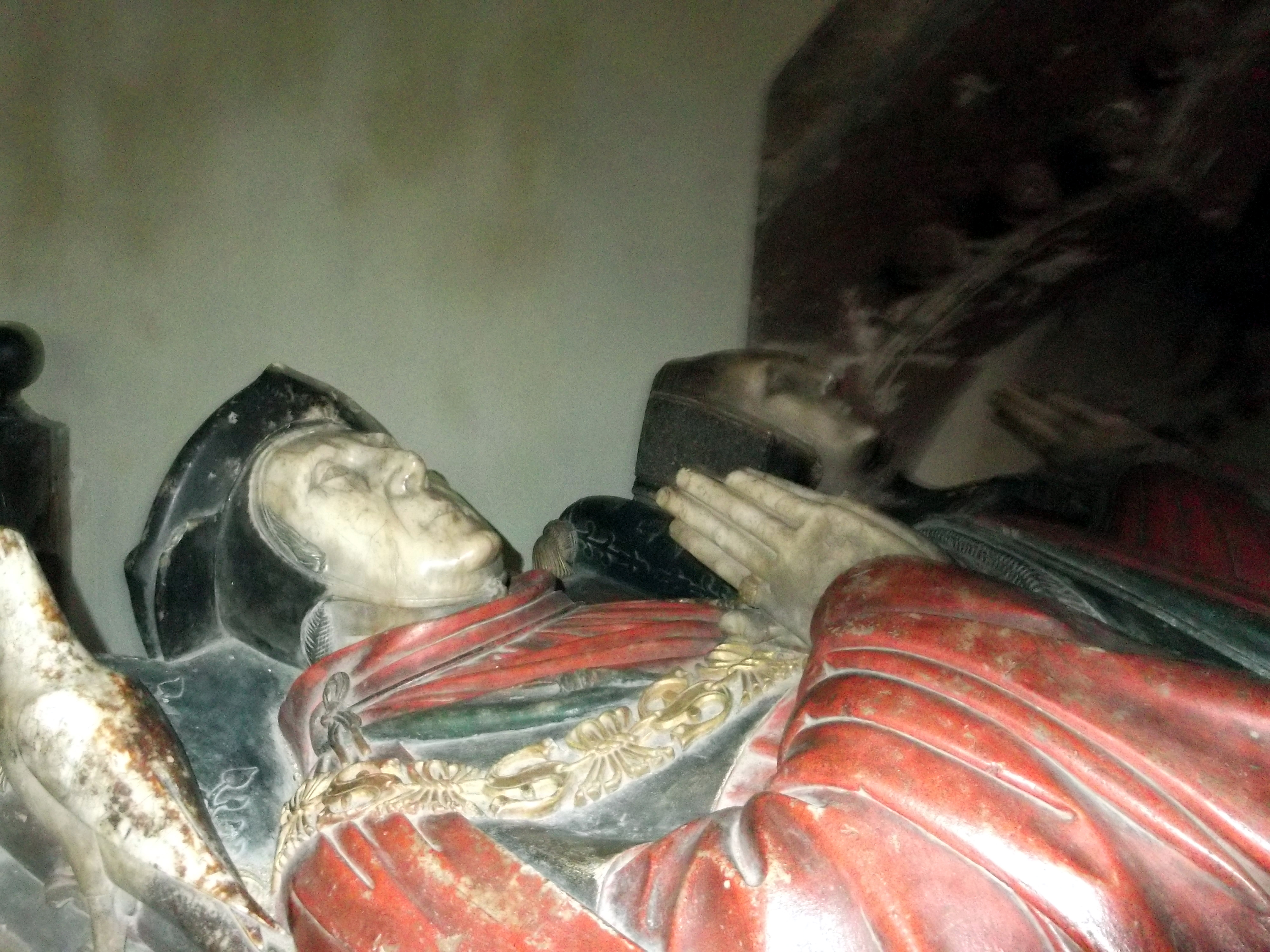
Efigies de Thomas Bromley y su esposa, Isabel Lyster, Wroxeter, Shropshire.

Bromley presidió los juicios de varios implicados en la Rebelión de Wyatt. El 17 de abril de 1554, Sir Nicholas Throckmorton y otros fueron acusados de conspiración y traición en Baynard's Castle el 23 de noviembre de 1553, y de un levantamiento y marcha hacia Londres con Sir Henry Isley y dos mil hombres. Bromley presidió el juicio y permitió al prisionero una libertad de expresión tan inusual que provocó quejas del abogado de la reina y amenazas de retirarse de la acusación. Sin embargo, Bromley no fue imparcial en todo momento, ya que incluso negó al prisionero el permiso para llamar a un testigo, aunque este estaba en la corte, y le negó la inspección de un estatuto en el que se basaba. Su resumen del caso fue tan defectuoso, 'por falta de memoria o buena voluntad', que el prisionero suplió sus defectos, como si hubiera sido un espectador desinteresado. Aun así, el prisionero fue absuelto: tanto fue el enojo de María que el jurado fue castigado por su veredicto. Foss comenta que "Sir Thomas Bromley no puede escapar de la acusación de severidad indebida, aunque probablemente fue criticado en su momento por dar demasiada licencia al prisionero."
Sir William Portman sucedió a Bromley como juez principal el 11 de junio de 1555. La fecha exacta, incluso el año, de la muerte de Bromley no se conocía cuando se escribió la cuenta de su vida en el DNB, dejando la impresión de que el desagrado de la Reina podría haber llevado a su desgracia y destitución. Sin embargo, fuentes recientes coinciden en fechar su muerte alrededor de cuatro años antes de la sucesión de Portman, haciendo innecesaria esta suposición.

## Fallecimiento
La muerte de Bromley ocurrió el 15 de mayo de 1555. En su testamento, que data de 1552 durante el reinado de Eduardo VI, nombra como ejecutores a su esposa y a Sir Rowland Hill, su amigo y socio comercial, un destacado protestante. Se encomienda al cuidado de Dios "por los méritos de la sangre y pasión de nuestro Salvador Jesucristo", y no hay disposiciones específicamente católicas, lo que contradice la evaluación de Burnet sobre sus creencias religiosas. Dejó sumas considerables para ayudar a los pobres en y alrededor de Shrewsbury. Para Hill, dejó solo una pieza de oro como recuerdo del "antiguo amor y amistad" entre ellos. También hubo legados para familiares, incluidas 40 chelines al año durante diez años para el joven Thomas Bromley, futuro Lord Canciller, con la condición de que continuara sus estudios legales. El resto se dividió entre su viuda y su hija.
Bromley fue enterrado en la Iglesia de San Andrés, en Wroxeter. Se erigió un monumento de alabastro allí, representándolo con vestiduras judiciales junto a su esposa.

## Matrimonios y familia

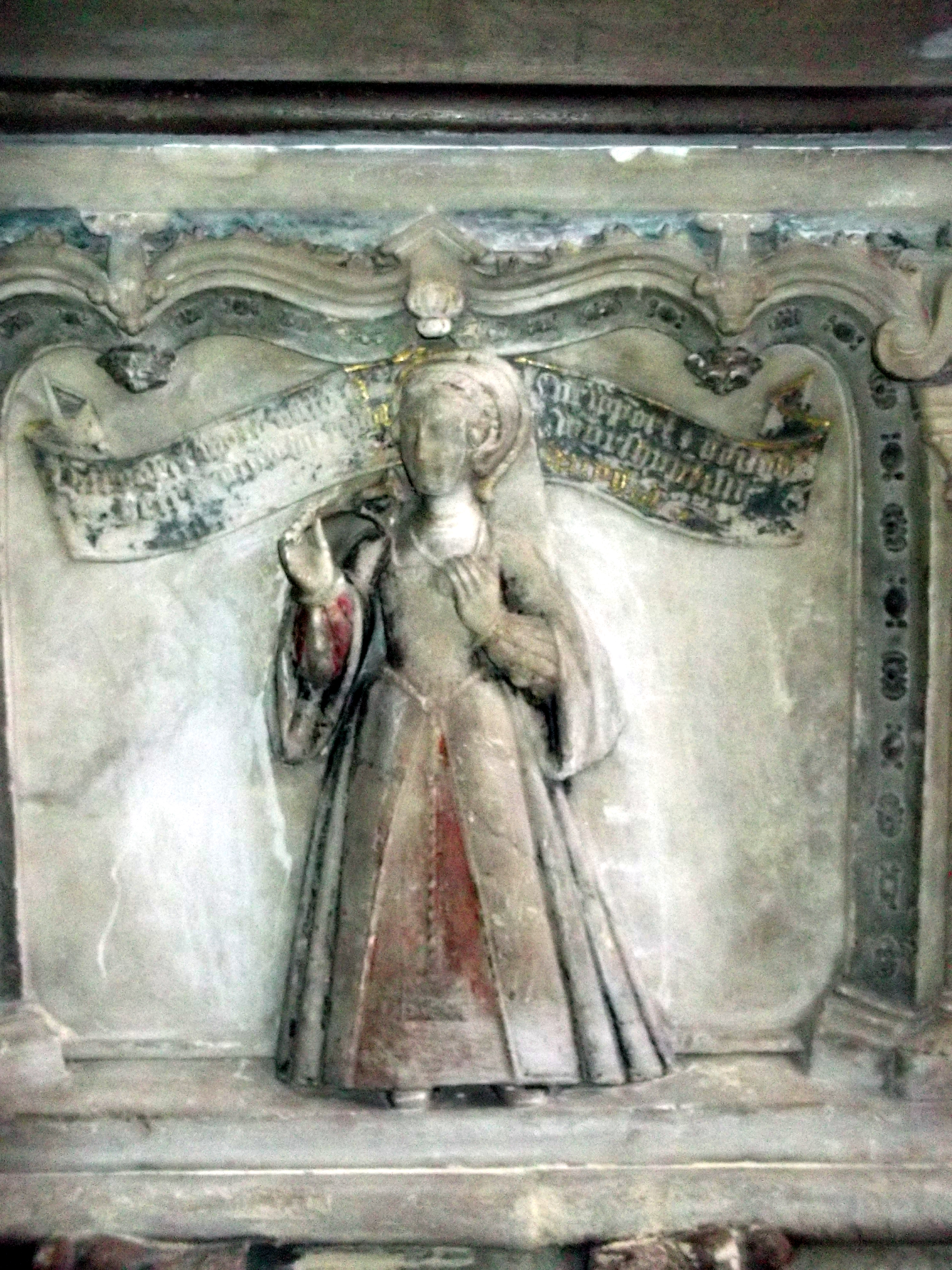
Margaret, hija de Thomas Bromley y su esposa, Isabel Lyster, representada en el monumento Bromley, Wroxeter.

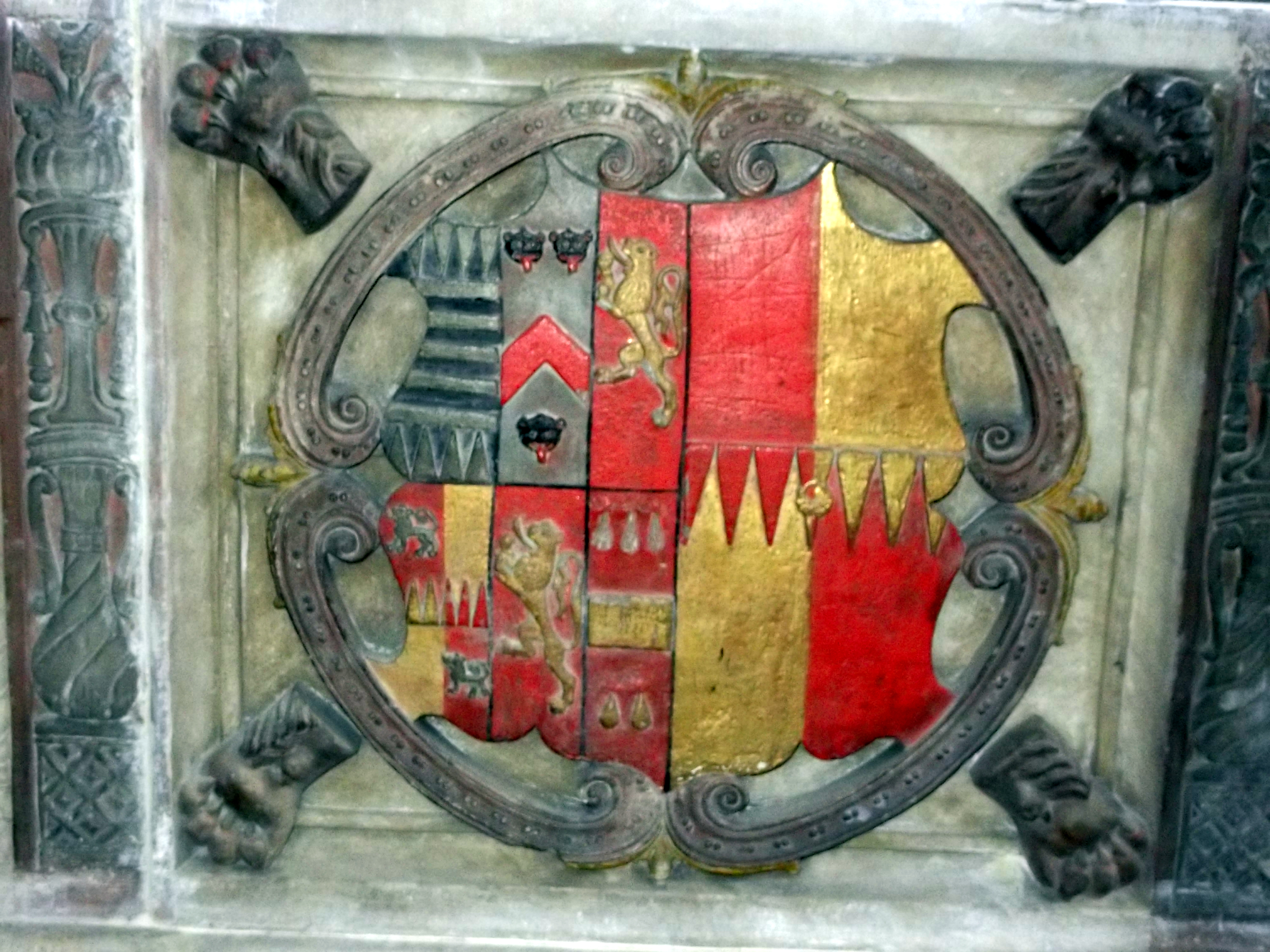
Escudos de armas de Thomas Bromley impalados con los de su esposa, Isabel Lyster.

La Visitation de Shropshire menciona a Elizabeth Dodd como la primera esposa de Bromley. Era hija de John Dodd de Chorley, también conocido como Cloverley, que está ubicado al sureste de Calverhall en el norte de Shropshire. No se sabe más sobre este matrimonio y algunas fuentes cuestionan su existencia.
Para 1526, Bromley estaba casado con Isabel Lyster o Lister, hija de Richard Lyster de Rowton, Shropshire. Ella le sobrevivió y actuó como ejecutora de su testamento, heredando la mitad de su propiedad residual. Thomas e Isabel Bromley tuvieron una hija, Margaret. Dado que no hubo heredero varón, la mayor parte de la propiedad de Bromley pasó finalmente a Margaret.

## Descendientes
Margaret Bromley se casó con Sir Richard Newport, un importante terrateniente local cuya residencia en High Ercall Hall estaba justo al noreste de Wroxeter, a la vista de the Wrekin. Margaret y Richard Newport tuvieron cuatro hijos, de los cuales dos murieron en la infancia, y tres o cuatro hijas.
- Sir Francis Newport, el hijo mayor y heredero, se casó con Beatrix Lacon. Su hijo y heredero fue

- Richard Newport, 1er Baron Newport, cuyo título fue una recompensa de Carlos I por su apoyo financiero al comienzo de la Guerra Civil Inglesa. Su heredero fue:

- Francis Newport, 1er Conde de Bradford, un importante ejecutor regional para Carlos II y político Whig. A través de él, Bromley se convirtió en antepasado de los posteriores Condes de Bradford, aunque el título luego pasó por línea femenina a la familia Bridgeman.

- Andrew Newport, el cuarto hijo, fue diputado por Shrewsbury.
- Mary Newport se casó con William Gratewood, sobrino de Rowland Hill. Sin embargo, la entrada para los Newports en la Visitación de Shropshire presenta a Mary dos veces, inicialmente como hermana de Sir Richard, y solo después como hija. Además, ha habido una confusión comprensible entre Mary y Magdalen, su hermana o sobrina. Colocarla como hermana de Sir Richard parece más plausible cronológicamente, pero el asunto es incierto. Se omite de la genealogía familiar a continuación.
- Isabel Newport se casó con Sir Charles Foxe, cuyo padre del mismo nombre fue abogado del Inner Temple, diputado por Ludlow y Much Wenlock, y secretario del Consejo en las Marcas. El mayor Sir Charles intentó proveer para los hijos de su segundo matrimonio e hijo ilegítimo en su testamento y el menor impugnó sin éxito el testamento.
- Elizabeth Newport se casó primero con Francis Lawley y luego con su primo, Thomas Lawley. El primer matrimonio produjo la línea de los barones Lawley.
- Magdalen Newport se casó con Richard Herbert (f.1597), y fue amiga del poeta John Donne, así como madre del poeta George Herbert. 

### Árbol genealógico: descendientes
Las principales líneas de descendencia de Thomas Bromley e Isabel Lyster a través de su hija Margaret se muestran en el siguiente árbol genealógico. Basado en la genealogía de Newport en la Visitación de Shropshire, con detalles de History of Parliament Online.
| Elizabeth Dodd de Cloverley, cerca de Calverhall, Shropshire | Elizabeth Dodd de Cloverley, cerca de Calverhall, Shropshire | Elizabeth Dodd de Cloverley, cerca de Calverhall, Shropshire                              | Elizabeth Dodd de Cloverley, cerca de Calverhall, Shropshire                              | Elizabeth Dodd de Cloverley, cerca de Calverhall, Shropshire                              | Elizabeth Dodd de Cloverley, cerca de Calverhall, Shropshire                              |                                                                                           |                                                                                           | THOMAS BROMLEY (fallecido en 1555) de Eyton on Severn, Wroxeter y Shrewsbury, Chief Justice de la Queen's Bench                      | THOMAS BROMLEY (fallecido en 1555) de Eyton on Severn, Wroxeter y Shrewsbury, Chief Justice de la Queen's Bench                      | THOMAS BROMLEY (fallecido en 1555) de Eyton on Severn, Wroxeter y Shrewsbury, Chief Justice de la Queen's Bench                      | THOMAS BROMLEY (fallecido en 1555) de Eyton on Severn, Wroxeter y Shrewsbury, Chief Justice de la Queen's Bench                      | THOMAS BROMLEY (fallecido en 1555) de Eyton on Severn, Wroxeter y Shrewsbury, Chief Justice de la Queen's Bench                      | THOMAS BROMLEY (fallecido en 1555) de Eyton on Severn, Wroxeter y Shrewsbury, Chief Justice de la Queen's Bench                      |                                          |                                          | Isabel Lyster de Rowton, Shropshire     | Isabel Lyster de Rowton, Shropshire     | Isabel Lyster de Rowton, Shropshire | Isabel Lyster de Rowton, Shropshire | Isabel Lyster de Rowton, Shropshire                                                                                          | Isabel Lyster de Rowton, Shropshire                                                                                          | | | | | | |                                  |                                  |                                                                          |                                                                          |                                                                          |                                                                          |                                                                          |                                                                          |                                                                      |                                                                      | | | | | | |                                             |                                             |                                             |                                             |                                                                                         |                                                                                         |                                                                                         |                                                                                         |                                                                                         |                                                                                         |                                                 |                                                 |                                                 |                                                 |
| Elizabeth Dodd de Cloverley, cerca de Calverhall, Shropshire | Elizabeth Dodd de Cloverley, cerca de Calverhall, Shropshire | Elizabeth Dodd de Cloverley, cerca de Calverhall, Shropshire                              | Elizabeth Dodd de Cloverley, cerca de Calverhall, Shropshire                              | Elizabeth Dodd de Cloverley, cerca de Calverhall, Shropshire                              | Elizabeth Dodd de Cloverley, cerca de Calverhall, Shropshire                              |                                                                                           |                                                                                           | THOMAS BROMLEY (fallecido en 1555) de Eyton on Severn, Wroxeter y Shrewsbury, Chief Justice de la Queen's Bench                      | THOMAS BROMLEY (fallecido en 1555) de Eyton on Severn, Wroxeter y Shrewsbury, Chief Justice de la Queen's Bench                      | THOMAS BROMLEY (fallecido en 1555) de Eyton on Severn, Wroxeter y Shrewsbury, Chief Justice de la Queen's Bench                      | THOMAS BROMLEY (fallecido en 1555) de Eyton on Severn, Wroxeter y Shrewsbury, Chief Justice de la Queen's Bench                      | THOMAS BROMLEY (fallecido en 1555) de Eyton on Severn, Wroxeter y Shrewsbury, Chief Justice de la Queen's Bench                      | THOMAS BROMLEY (fallecido en 1555) de Eyton on Severn, Wroxeter y Shrewsbury, Chief Justice de la Queen's Bench                      |                                          |                                          | Isabel Lyster de Rowton, Shropshire     | Isabel Lyster de Rowton, Shropshire     | Isabel Lyster de Rowton, Shropshire | Isabel Lyster de Rowton, Shropshire | Isabel Lyster de Rowton, Shropshire                                                                                          | Isabel Lyster de Rowton, Shropshire                                                                                          | | | | | | |                                  |                                  |                                                                          |                                                                          |                                                                          |                                                                          |                                                                          |                                                                          |                                                                      |                                                                      | | | | | | |                                             |                                             |                                             |                                             |                                                                                         |                                                                                         |                                                                                         |                                                                                         |                                                                                         |                                                                                         |                                                 |                                                 |                                                 |                                                 |
|                                                              |                                                              |                                                                                           |                                                                                           |                                                                                           |                                                                                           |                                                                                           |                                                                                           | | | | | Margaret Bromley | Margaret Bromley | Margaret Bromley                         | Margaret Bromley                         | Margaret Bromley                        | Margaret Bromley                        |                                     |                                     | Richard Newport (fallecido en 1570) de High Ercall, diputado por Shropshire (circunscripción del Parlamento del Reino Unido) | Richard Newport (fallecido en 1570) de High Ercall, diputado por Shropshire (circunscripción del Parlamento del Reino Unido) | Richard Newport (fallecido en 1570) de High Ercall, diputado por Shropshire (circunscripción del Parlamento del Reino Unido) | Richard Newport (fallecido en 1570) de High Ercall, diputado por Shropshire (circunscripción del Parlamento del Reino Unido) | Richard Newport (fallecido en 1570) de High Ercall, diputado por Shropshire (circunscripción del Parlamento del Reino Unido) | Richard Newport (fallecido en 1570) de High Ercall, diputado por Shropshire (circunscripción del Parlamento del Reino Unido) | | |                                  |                                  |                                                                          |                                                                          |                                                                          |                                                                          |                                                                          |                                                                          |                                                                      |                                                                      | | | | | | |                                             |                                             |                                             |                                             |                                                                                         |                                                                                         |                                                                                         |                                                                                         |                                                                                         |                                                                                         |                                                 |                                                 |                                                 |                                                 |
|                                                              |                                                              |                                                                                           |                                                                                           |                                                                                           |                                                                                           |                                                                                           |                                                                                           | | | | | Margaret Bromley | Margaret Bromley | Margaret Bromley                         | Margaret Bromley                         | Margaret Bromley                        | Margaret Bromley                        |                                     |                                     | Richard Newport (fallecido en 1570) de High Ercall, diputado por Shropshire (circunscripción del Parlamento del Reino Unido) | Richard Newport (fallecido en 1570) de High Ercall, diputado por Shropshire (circunscripción del Parlamento del Reino Unido) | Richard Newport (fallecido en 1570) de High Ercall, diputado por Shropshire (circunscripción del Parlamento del Reino Unido) | Richard Newport (fallecido en 1570) de High Ercall, diputado por Shropshire (circunscripción del Parlamento del Reino Unido) | Richard Newport (fallecido en 1570) de High Ercall, diputado por Shropshire (circunscripción del Parlamento del Reino Unido) | Richard Newport (fallecido en 1570) de High Ercall, diputado por Shropshire (circunscripción del Parlamento del Reino Unido) | | |                                  |                                  |                                                                          |                                                                          |                                                                          |                                                                          |                                                                          |                                                                          |                                                                      |                                                                      | | | | | | |                                             |                                             |                                             |                                             |                                                                                         |                                                                                         |                                                                                         |                                                                                         |                                                                                         |                                                                                         |                                                 |                                                 |                                                 |                                                 |
|                                                              |                                                              |                                                                                           |                                                                                           |                                                                                           |                                                                                           |                                                                                           |                                                                                           | | | | | | |                                          |                                          |                                         |                                         |                                     |                                     | | | | | | | | |                                  |                                  |                                                                          |                                                                          |                                                                          |                                                                          |                                                                          |                                                                          |                                                                      |                                                                      | | | | | | |                                             |                                             |                                             |                                             |                                                                                         |                                                                                         |                                                                                         |                                                                                         |                                                                                         |                                                                                         |                                                 |                                                 |                                                 |                                                 |
|                                                              |                                                              |                                                                                           |                                                                                           |                                                                                           |                                                                                           |                                                                                           |                                                                                           | | | | | | |                                          |                                          |                                         |                                         |                                     |                                     | | | | | | | | |                                  |                                  |                                                                          |                                                                          |                                                                          |                                                                          |                                                                          |                                                                          |                                                                      |                                                                      | | | | | | |                                             |                                             |                                             |                                             |                                                                                         |                                                                                         |                                                                                         |                                                                                         |                                                                                         |                                                                                         |                                                 |                                                 |                                                 |                                                 |
| Francis Newport, diputado por Shropshire                     | Francis Newport, diputado por Shropshire                     | Francis Newport, diputado por Shropshire                                                  | Francis Newport, diputado por Shropshire                                                  | Francis Newport, diputado por Shropshire                                                  | Francis Newport, diputado por Shropshire                                                  |                                                                                           |                                                                                           | Beatrice Lacon de Willey, Shropshire                                                                                                 | Beatrice Lacon de Willey, Shropshire                                                                                                 | Beatrice Lacon de Willey, Shropshire                                                                                                 | Beatrice Lacon de Willey, Shropshire                                                                                                 | Beatrice Lacon de Willey, Shropshire                                                                                                 | Beatrice Lacon de Willey, Shropshire                                                                                                 |                                          |                                          | Isabel Newport                          | Isabel Newport                          | Isabel Newport                      | Isabel Newport                      | Isabel Newport | Isabel Newport | | | Sir Charles Foxe | Sir Charles Foxe | Sir Charles Foxe                                                                                                | Sir Charles Foxe                                                                                                | Sir Charles Foxe                 | Sir Charles Foxe                 |                                                                          |                                                                          |                                                                          |                                                                          |                                                                          |                                                                          |                                                                      |                                                                      | | | Magdalen Newport                                                                                              | Magdalen Newport                                                                                              | Magdalen Newport                                                                                              | Magdalen Newport                                                                                              | Magdalen Newport                            | Magdalen Newport                            |                                             |                                             | Richard Herbert (fallecido en 1596), diputado por Montgomery Boroughs y Montgomeryshire | Richard Herbert (fallecido en 1596), diputado por Montgomery Boroughs y Montgomeryshire | Richard Herbert (fallecido en 1596), diputado por Montgomery Boroughs y Montgomeryshire | Richard Herbert (fallecido en 1596), diputado por Montgomery Boroughs y Montgomeryshire | Richard Herbert (fallecido en 1596), diputado por Montgomery Boroughs y Montgomeryshire | Richard Herbert (fallecido en 1596), diputado por Montgomery Boroughs y Montgomeryshire |                                                 |                                                 |                                                 |                                                 |
| Francis Newport, diputado por Shropshire                     | Francis Newport, diputado por Shropshire                     | Francis Newport, diputado por Shropshire                                                  | Francis Newport, diputado por Shropshire                                                  | Francis Newport, diputado por Shropshire                                                  | Francis Newport, diputado por Shropshire                                                  |                                                                                           |                                                                                           | Beatrice Lacon de Willey, Shropshire                                                                                                 | Beatrice Lacon de Willey, Shropshire                                                                                                 | Beatrice Lacon de Willey, Shropshire                                                                                                 | Beatrice Lacon de Willey, Shropshire                                                                                                 | Beatrice Lacon de Willey, Shropshire                                                                                                 | Beatrice Lacon de Willey, Shropshire                                                                                                 |                                          |                                          | Isabel Newport                          | Isabel Newport                          | Isabel Newport                      | Isabel Newport                      | Isabel Newport | Isabel Newport | | | Sir Charles Foxe | Sir Charles Foxe | Sir Charles Foxe                                                                                                | Sir Charles Foxe                                                                                                | Sir Charles Foxe                 | Sir Charles Foxe                 |                                                                          |                                                                          |                                                                          |                                                                          |                                                                          |                                                                          |                                                                      |                                                                      | | | Magdalen Newport                                                                                              | Magdalen Newport                                                                                              | Magdalen Newport                                                                                              | Magdalen Newport                                                                                              | Magdalen Newport                            | Magdalen Newport                            |                                             |                                             | Richard Herbert (fallecido en 1596), diputado por Montgomery Boroughs y Montgomeryshire | Richard Herbert (fallecido en 1596), diputado por Montgomery Boroughs y Montgomeryshire | Richard Herbert (fallecido en 1596), diputado por Montgomery Boroughs y Montgomeryshire | Richard Herbert (fallecido en 1596), diputado por Montgomery Boroughs y Montgomeryshire | Richard Herbert (fallecido en 1596), diputado por Montgomery Boroughs y Montgomeryshire | Richard Herbert (fallecido en 1596), diputado por Montgomery Boroughs y Montgomeryshire |                                                 |                                                 |                                                 |                                                 |
|                                                              |                                                              |                                                                                           |                                                                                           |                                                                                           |                                                                                           |                                                                                           |                                                                                           | | | | | Andrew Newport, diputado por Shrewsbury                                                                                              | Andrew Newport, diputado por Shrewsbury                                                                                              | Andrew Newport, diputado por Shrewsbury  | Andrew Newport, diputado por Shrewsbury  | Andrew Newport, diputado por Shrewsbury | Andrew Newport, diputado por Shrewsbury |                                     |                                     | Francis Lawley de Spoonhill                                                                                                  | Francis Lawley de Spoonhill                                                                                                  | Francis Lawley de Spoonhill                                                                                                  | Francis Lawley de Spoonhill                                                                                                  | Francis Lawley de Spoonhill                                                                                                  | Francis Lawley de Spoonhill                                                                                                  | | | Elizabeth Newport                | Elizabeth Newport                | Elizabeth Newport                                                        | Elizabeth Newport                                                        | Elizabeth Newport                                                        | Elizabeth Newport                                                        |                                                                          |                                                                          | Thomas Lawley (1547–1621) de Much Wenlock, diputado por Much Wenlock | Thomas Lawley (1547–1621) de Much Wenlock, diputado por Much Wenlock | Thomas Lawley (1547–1621) de Much Wenlock, diputado por Much Wenlock                                          | Thomas Lawley (1547–1621) de Much Wenlock, diputado por Much Wenlock                                          | Thomas Lawley (1547–1621) de Much Wenlock, diputado por Much Wenlock                                          | Thomas Lawley (1547–1621) de Much Wenlock, diputado por Much Wenlock                                          | | |                                             |                                             |                                             |                                             |                                                                                         |                                                                                         |                                                                                         |                                                                                         |                                                                                         |                                                                                         |                                                 |                                                 |                                                 |                                                 |
|                                                              |                                                              |                                                                                           |                                                                                           |                                                                                           |                                                                                           |                                                                                           |                                                                                           | | | | | Andrew Newport, diputado por Shrewsbury                                                                                              | Andrew Newport, diputado por Shrewsbury                                                                                              | Andrew Newport, diputado por Shrewsbury  | Andrew Newport, diputado por Shrewsbury  | Andrew Newport, diputado por Shrewsbury | Andrew Newport, diputado por Shrewsbury |                                     |                                     | Francis Lawley de Spoonhill                                                                                                  | Francis Lawley de Spoonhill                                                                                                  | Francis Lawley de Spoonhill                                                                                                  | Francis Lawley de Spoonhill                                                                                                  | Francis Lawley de Spoonhill                                                                                                  | Francis Lawley de Spoonhill                                                                                                  | | | Elizabeth Newport                | Elizabeth Newport                | Elizabeth Newport                                                        | Elizabeth Newport                                                        | Elizabeth Newport                                                        | Elizabeth Newport                                                        |                                                                          |                                                                          | Thomas Lawley (1547–1621) de Much Wenlock, diputado por Much Wenlock | Thomas Lawley (1547–1621) de Much Wenlock, diputado por Much Wenlock | Thomas Lawley (1547–1621) de Much Wenlock, diputado por Much Wenlock                                          | Thomas Lawley (1547–1621) de Much Wenlock, diputado por Much Wenlock                                          | Thomas Lawley (1547–1621) de Much Wenlock, diputado por Much Wenlock                                          | Thomas Lawley (1547–1621) de Much Wenlock, diputado por Much Wenlock                                          | | |                                             |                                             |                                             |                                             |                                                                                         |                                                                                         |                                                                                         |                                                                                         |                                                                                         |                                                                                         |                                                 |                                                 |                                                 |                                                 |
|                                                              |                                                              | Richard Newport, I barón Newport (1587–1651), diputado por Shropshire, destacado Realista | Richard Newport, I barón Newport (1587–1651), diputado por Shropshire, destacado Realista | Richard Newport, I barón Newport (1587–1651), diputado por Shropshire, destacado Realista | Richard Newport, I barón Newport (1587–1651), diputado por Shropshire, destacado Realista | Richard Newport, I barón Newport (1587–1651), diputado por Shropshire, destacado Realista | Richard Newport, I barón Newport (1587–1651), diputado por Shropshire, destacado Realista | | | Rachel Leveson, hija de Sir John Leveson                                                                                             | Rachel Leveson, hija de Sir John Leveson                                                                                             | Rachel Leveson, hija de Sir John Leveson                                                                                             | Rachel Leveson, hija de Sir John Leveson                                                                                             | Rachel Leveson, hija de Sir John Leveson | Rachel Leveson, hija de Sir John Leveson |                                         |                                         |                                     |                                     | | | Sir Thomas Lawley, I Baronet (fallecido en 1646), de Londres, Twickenham y Spoonhill, diputado por Much Wenlock              | Sir Thomas Lawley, I Baronet (fallecido en 1646), de Londres, Twickenham y Spoonhill, diputado por Much Wenlock              | Sir Thomas Lawley, I Baronet (fallecido en 1646), de Londres, Twickenham y Spoonhill, diputado por Much Wenlock              | Sir Thomas Lawley, I Baronet (fallecido en 1646), de Londres, Twickenham y Spoonhill, diputado por Much Wenlock              | Sir Thomas Lawley, I Baronet (fallecido en 1646), de Londres, Twickenham y Spoonhill, diputado por Much Wenlock | Sir Thomas Lawley, I Baronet (fallecido en 1646), de Londres, Twickenham y Spoonhill, diputado por Much Wenlock |                                  |                                  | Anne Manning, hija y coheredera de John Manning de Hackney (parroquia)]] | Anne Manning, hija y coheredera de John Manning de Hackney (parroquia)]] | Anne Manning, hija y coheredera de John Manning de Hackney (parroquia)]] | Anne Manning, hija y coheredera de John Manning de Hackney (parroquia)]] | Anne Manning, hija y coheredera de John Manning de Hackney (parroquia)]] | Anne Manning, hija y coheredera de John Manning de Hackney (parroquia)]] |                                                                      |                                                                      | Sir Edward Lawley (1586–1623) de Much Wenlock y St. Giles-in-the-Fields, Middlesex, diputado por Much Wenlock | Sir Edward Lawley (1586–1623) de Much Wenlock y St. Giles-in-the-Fields, Middlesex, diputado por Much Wenlock | Sir Edward Lawley (1586–1623) de Much Wenlock y St. Giles-in-the-Fields, Middlesex, diputado por Much Wenlock | Sir Edward Lawley (1586–1623) de Much Wenlock y St. Giles-in-the-Fields, Middlesex, diputado por Much Wenlock | Sir Edward Lawley (1586–1623) de Much Wenlock y St. Giles-in-the-Fields, Middlesex, diputado por Much Wenlock | Sir Edward Lawley (1586–1623) de Much Wenlock y St. Giles-in-the-Fields, Middlesex, diputado por Much Wenlock |                                             |                                             |                                             |                                             |                                                                                         |                                                                                         |                                                                                         |                                                                                         |                                                                                         |                                                                                         |                                                 |                                                 |                                                 |                                                 |
|                                                              |                                                              | Richard Newport, I barón Newport (1587–1651), diputado por Shropshire, destacado Realista | Richard Newport, I barón Newport (1587–1651), diputado por Shropshire, destacado Realista | Richard Newport, I barón Newport (1587–1651), diputado por Shropshire, destacado Realista | Richard Newport, I barón Newport (1587–1651), diputado por Shropshire, destacado Realista | Richard Newport, I barón Newport (1587–1651), diputado por Shropshire, destacado Realista | Richard Newport, I barón Newport (1587–1651), diputado por Shropshire, destacado Realista | | | Rachel Leveson, hija de Sir John Leveson                                                                                             | Rachel Leveson, hija de Sir John Leveson                                                                                             | Rachel Leveson, hija de Sir John Leveson                                                                                             | Rachel Leveson, hija de Sir John Leveson                                                                                             | Rachel Leveson, hija de Sir John Leveson | Rachel Leveson, hija de Sir John Leveson |                                         |                                         |                                     |                                     | | | Sir Thomas Lawley, I Baronet (fallecido en 1646), de Londres, Twickenham y Spoonhill, diputado por Much Wenlock              | Sir Thomas Lawley, I Baronet (fallecido en 1646), de Londres, Twickenham y Spoonhill, diputado por Much Wenlock              | Sir Thomas Lawley, I Baronet (fallecido en 1646), de Londres, Twickenham y Spoonhill, diputado por Much Wenlock              | Sir Thomas Lawley, I Baronet (fallecido en 1646), de Londres, Twickenham y Spoonhill, diputado por Much Wenlock              | Sir Thomas Lawley, I Baronet (fallecido en 1646), de Londres, Twickenham y Spoonhill, diputado por Much Wenlock | Sir Thomas Lawley, I Baronet (fallecido en 1646), de Londres, Twickenham y Spoonhill, diputado por Much Wenlock |                                  |                                  | Anne Manning, hija y coheredera de John Manning de Hackney (parroquia)]] | Anne Manning, hija y coheredera de John Manning de Hackney (parroquia)]] | Anne Manning, hija y coheredera de John Manning de Hackney (parroquia)]] | Anne Manning, hija y coheredera de John Manning de Hackney (parroquia)]] | Anne Manning, hija y coheredera de John Manning de Hackney (parroquia)]] | Anne Manning, hija y coheredera de John Manning de Hackney (parroquia)]] |                                                                      |                                                                      | Sir Edward Lawley (1586–1623) de Much Wenlock y St. Giles-in-the-Fields, Middlesex, diputado por Much Wenlock | Sir Edward Lawley (1586–1623) de Much Wenlock y St. Giles-in-the-Fields, Middlesex, diputado por Much Wenlock | Sir Edward Lawley (1586–1623) de Much Wenlock y St. Giles-in-the-Fields, Middlesex, diputado por Much Wenlock | Sir Edward Lawley (1586–1623) de Much Wenlock y St. Giles-in-the-Fields, Middlesex, diputado por Much Wenlock | Sir Edward Lawley (1586–1623) de Much Wenlock y St. Giles-in-the-Fields, Middlesex, diputado por Much Wenlock | Sir Edward Lawley (1586–1623) de Much Wenlock y St. Giles-in-the-Fields, Middlesex, diputado por Much Wenlock |                                             |                                             |                                             |                                             |                                                                                         |                                                                                         |                                                                                         |                                                                                         |                                                                                         |                                                                                         |                                                 |                                                 |                                                 |                                                 |
|                                                              |                                                              |                                                                                           |                                                                                           |                                                                                           |                                                                                           |                                                                                           |                                                                                           | | | | | | |                                          |                                          |                                         |                                         |                                     |                                     | | | | | | | | |                                  |                                  |                                                                          |                                                                          |                                                                          |                                                                          |                                                                          |                                                                          |                                                                      |                                                                      | | | | | | |                                             |                                             |                                             |                                             |                                                                                         |                                                                                         |                                                                                         |                                                                                         |                                                                                         |                                                                                         |                                                 |                                                 |                                                 |                                                 |
|                                                              |                                                              |                                                                                           |                                                                                           |                                                                                           |                                                                                           |                                                                                           |                                                                                           | | | | | | |                                          |                                          |                                         |                                         |                                     |                                     | | | | | | | | |                                  |                                  |                                                                          |                                                                          |                                                                          |                                                                          |                                                                          |                                                                          |                                                                      |                                                                      | | | | | | |                                             |                                             |                                             |                                             |                                                                                         |                                                                                         |                                                                                         |                                                                                         |                                                                                         |                                                                                         |                                                 |                                                 |                                                 |                                                 |
|                                                              |                                                              |                                                                                           |                                                                                           |                                                                                           |                                                                                           |                                                                                           |                                                                                           | Andrew Newport (1622–99), diputado por Montgomeryshire, Preston (circunscripción del Parlamento del Reino Unido)Preston y Shrewsbury | Andrew Newport (1622–99), diputado por Montgomeryshire, Preston (circunscripción del Parlamento del Reino Unido)Preston y Shrewsbury | Andrew Newport (1622–99), diputado por Montgomeryshire, Preston (circunscripción del Parlamento del Reino Unido)Preston y Shrewsbury | Andrew Newport (1622–99), diputado por Montgomeryshire, Preston (circunscripción del Parlamento del Reino Unido)Preston y Shrewsbury | Andrew Newport (1622–99), diputado por Montgomeryshire, Preston (circunscripción del Parlamento del Reino Unido)Preston y Shrewsbury | Andrew Newport (1622–99), diputado por Montgomeryshire, Preston (circunscripción del Parlamento del Reino Unido)Preston y Shrewsbury |                                          |                                          |                                         |                                         |                                     |                                     | | | | | Sir Francis Lawley, II Baronet                                                                                               | Sir Francis Lawley, II Baronet                                                                                               | Sir Francis Lawley, II Baronet                                                                                  | Sir Francis Lawley, II Baronet                                                                                  | Sir Francis Lawley, II Baronet   | Sir Francis Lawley, II Baronet   |                                                                          |                                                                          | Anne Whitmore, hija de Sir Thomas Whitmore, I Baronet de Apley           | Anne Whitmore, hija de Sir Thomas Whitmore, I Baronet de Apley           | Anne Whitmore, hija de Sir Thomas Whitmore, I Baronet de Apley           | Anne Whitmore, hija de Sir Thomas Whitmore, I Baronet de Apley           | Anne Whitmore, hija de Sir Thomas Whitmore, I Baronet de Apley       | Anne Whitmore, hija de Sir Thomas Whitmore, I Baronet de Apley       | | | | | | | George Herbert (1593–1633), poeta y clérigo | George Herbert (1593–1633), poeta y clérigo | George Herbert (1593–1633), poeta y clérigo | George Herbert (1593–1633), poeta y clérigo | George Herbert (1593–1633), poeta y clérigo                                             | George Herbert (1593–1633), poeta y clérigo                                             |                                                                                         |                                                                                         |                                                                                         |                                                                                         |                                                 |                                                 |                                                 |                                                 |
|                                                              |                                                              |                                                                                           |                                                                                           |                                                                                           |                                                                                           |                                                                                           |                                                                                           | Andrew Newport (1622–99), diputado por Montgomeryshire, Preston (circunscripción del Parlamento del Reino Unido)Preston y Shrewsbury | Andrew Newport (1622–99), diputado por Montgomeryshire, Preston (circunscripción del Parlamento del Reino Unido)Preston y Shrewsbury | Andrew Newport (1622–99), diputado por Montgomeryshire, Preston (circunscripción del Parlamento del Reino Unido)Preston y Shrewsbury | Andrew Newport (1622–99), diputado por Montgomeryshire, Preston (circunscripción del Parlamento del Reino Unido)Preston y Shrewsbury | Andrew Newport (1622–99), diputado por Montgomeryshire, Preston (circunscripción del Parlamento del Reino Unido)Preston y Shrewsbury | Andrew Newport (1622–99), diputado por Montgomeryshire, Preston (circunscripción del Parlamento del Reino Unido)Preston y Shrewsbury |                                          |                                          |                                         |                                         |                                     |                                     | | | | | Sir Francis Lawley, II Baronet                                                                                               | Sir Francis Lawley, II Baronet                                                                                               | Sir Francis Lawley, II Baronet                                                                                  | Sir Francis Lawley, II Baronet                                                                                  | Sir Francis Lawley, II Baronet   | Sir Francis Lawley, II Baronet   |                                                                          |                                                                          | Anne Whitmore, hija de Sir Thomas Whitmore, I Baronet de Apley           | Anne Whitmore, hija de Sir Thomas Whitmore, I Baronet de Apley           | Anne Whitmore, hija de Sir Thomas Whitmore, I Baronet de Apley           | Anne Whitmore, hija de Sir Thomas Whitmore, I Baronet de Apley           | Anne Whitmore, hija de Sir Thomas Whitmore, I Baronet de Apley       | Anne Whitmore, hija de Sir Thomas Whitmore, I Baronet de Apley       | | | | | | | George Herbert (1593–1633), poeta y clérigo | George Herbert (1593–1633), poeta y clérigo | George Herbert (1593–1633), poeta y clérigo | George Herbert (1593–1633), poeta y clérigo | George Herbert (1593–1633), poeta y clérigo                                             | George Herbert (1593–1633), poeta y clérigo                                             |                                                                                         |                                                                                         |                                                                                         |                                                                                         |                                                 |                                                 |                                                 |                                                 |
|                                                              |                                                              |                                                                                           |                                                                                           |                                                                                           |                                                                                           |                                                                                           |                                                                                           | | | | | | |                                          |                                          |                                         |                                         |                                     |                                     | | | | | | | | |                                  |                                  |                                                                          |                                                                          |                                                                          |                                                                          |                                                                          |                                                                          |                                                                      |                                                                      | | | | | | |                                             |                                             |                                             |                                             |                                                                                         |                                                                                         |                                                                                         |                                                                                         |                                                                                         |                                                                                         |                                                 |                                                 |                                                 |                                                 |
| Francis Newport, I Conde de Bradford (1620–1708)             | Francis Newport, I Conde de Bradford (1620–1708)             | Francis Newport, I Conde de Bradford (1620–1708)                                          | Francis Newport, I Conde de Bradford (1620–1708)                                          | Francis Newport, I Conde de Bradford (1620–1708)                                          | Francis Newport, I Conde de Bradford (1620–1708)                                          |                                                                                           |                                                                                           | Diana Russell, hija de Francis Russell, IV Conde de Bedford                                                                          | Diana Russell, hija de Francis Russell, IV Conde de Bedford                                                                          | Diana Russell, hija de Francis Russell, IV Conde de Bedford                                                                          | Diana Russell, hija de Francis Russell, IV Conde de Bedford                                                                          | Diana Russell, hija de Francis Russell, IV Conde de Bedford                                                                          | Diana Russell, hija de Francis Russell, IV Conde de Bedford                                                                          |                                          |                                          | Beatrice Newport                        | Beatrice Newport                        | Beatrice Newport                    | Beatrice Newport                    | Beatrice Newport | Beatrice Newport | | | Henry Bromley de Holt Castle                                                                                                 | Henry Bromley de Holt Castle                                                                                                 | Henry Bromley de Holt Castle                                                                                    | Henry Bromley de Holt Castle                                                                                    | Henry Bromley de Holt Castle     | Henry Bromley de Holt Castle     |                                                                          |                                                                          |                                                                          |                                                                          |                                                                          |                                                                          | Edward Herbert de Cherbury, diputado por Montgomeryshire y Merioneth | Edward Herbert de Cherbury, diputado por Montgomeryshire y Merioneth | Edward Herbert de Cherbury, diputado por Montgomeryshire y Merioneth                                          | Edward Herbert de Cherbury, diputado por Montgomeryshire y Merioneth                                          | Edward Herbert de Cherbury, diputado por Montgomeryshire y Merioneth                                          | Edward Herbert de Cherbury, diputado por Montgomeryshire y Merioneth                                          | | | Mary Herbert                                | Mary Herbert                                | Mary Herbert                                | Mary Herbert                                | Mary Herbert                                                                            | Mary Herbert                                                                            |                                                                                         |                                                                                         | Henry Herbert (1595–1673), Master of the Revels                                         | Henry Herbert (1595–1673), Master of the Revels                                         | Henry Herbert (1595–1673), Master of the Revels | Henry Herbert (1595–1673), Master of the Revels | Henry Herbert (1595–1673), Master of the Revels | Henry Herbert (1595–1673), Master of the Revels |
| Francis Newport, I Conde de Bradford (1620–1708)             | Francis Newport, I Conde de Bradford (1620–1708)             | Francis Newport, I Conde de Bradford (1620–1708)                                          | Francis Newport, I Conde de Bradford (1620–1708)                                          | Francis Newport, I Conde de Bradford (1620–1708)                                          | Francis Newport, I Conde de Bradford (1620–1708)                                          |                                                                                           |                                                                                           | Diana Russell, hija de Francis Russell, IV Conde de Bedford                                                                          | Diana Russell, hija de Francis Russell, IV Conde de Bedford                                                                          | Diana Russell, hija de Francis Russell, IV Conde de Bedford                                                                          | Diana Russell, hija de Francis Russell, IV Conde de Bedford                                                                          | Diana Russell, hija de Francis Russell, IV Conde de Bedford                                                                          | Diana Russell, hija de Francis Russell, IV Conde de Bedford                                                                          |                                          |                                          | Beatrice Newport                        | Beatrice Newport                        | Beatrice Newport                    | Beatrice Newport                    | Beatrice Newport | Beatrice Newport | | | Henry Bromley de Holt Castle                                                                                                 | Henry Bromley de Holt Castle                                                                                                 | Henry Bromley de Holt Castle                                                                                    | Henry Bromley de Holt Castle                                                                                    | Henry Bromley de Holt Castle     | Henry Bromley de Holt Castle     |                                                                          |                                                                          |                                                                          |                                                                          |                                                                          |                                                                          | Edward Herbert de Cherbury, diputado por Montgomeryshire y Merioneth | Edward Herbert de Cherbury, diputado por Montgomeryshire y Merioneth | Edward Herbert de Cherbury, diputado por Montgomeryshire y Merioneth                                          | Edward Herbert de Cherbury, diputado por Montgomeryshire y Merioneth                                          | Edward Herbert de Cherbury, diputado por Montgomeryshire y Merioneth                                          | Edward Herbert de Cherbury, diputado por Montgomeryshire y Merioneth                                          | | | Mary Herbert                                | Mary Herbert                                | Mary Herbert                                | Mary Herbert                                | Mary Herbert                                                                            | Mary Herbert                                                                            |                                                                                         |                                                                                         | Henry Herbert (1595–1673), Master of the Revels                                         | Henry Herbert (1595–1673), Master of the Revels                                         | Henry Herbert (1595–1673), Master of the Revels | Henry Herbert (1595–1673), Master of the Revels | Henry Herbert (1595–1673), Master of the Revels | Henry Herbert (1595–1673), Master of the Revels |
|                                                              |                                                              |                                                                                           |                                                                                           |                                                                                           |                                                                                           |                                                                                           |                                                                                           | | | | | | |                                          |                                          |                                         |                                         |                                     |                                     | | | | | | | | |                                  |                                  |                                                                          |                                                                          |                                                                          |                                                                          |                                                                          |                                                                          |                                                                      |                                                                      | | | | | | |                                             |                                             |                                             |                                             |                                                                                         |                                                                                         |                                                                                         |                                                                                         |                                                                                         |                                                                                         |                                                 |                                                 |                                                 |                                                 |
|                                                              |                                                              |                                                                                           |                                                                                           | Condes de Bradford                                                                        | Condes de Bradford                                                                        | Condes de Bradford                                                                        | Condes de Bradford                                                                        | Condes de Bradford | Condes de Bradford | | | | |                                          |                                          |                                         |                                         |                                     |                                     | Henry Bromley (1632–70) de Holt Castle, diputado por Worcestershire                                                          | Henry Bromley (1632–70) de Holt Castle, diputado por Worcestershire                                                          | Henry Bromley (1632–70) de Holt Castle, diputado por Worcestershire                                                          | Henry Bromley (1632–70) de Holt Castle, diputado por Worcestershire                                                          | Henry Bromley (1632–70) de Holt Castle, diputado por Worcestershire                                                          | Henry Bromley (1632–70) de Holt Castle, diputado por Worcestershire                                                          | | | Barones Lawley y Barones Wenlock | Barones Lawley y Barones Wenlock | Barones Lawley y Barones Wenlock                                         | Barones Lawley y Barones Wenlock                                         | Barones Lawley y Barones Wenlock                                         | Barones Lawley y Barones Wenlock                                         |                                                                          |                                                                          |                                                                      |                                                                      | | | Barones Herbert de Chirbury, 1ª generación                                                                    | Barones Herbert de Chirbury, 1ª generación                                                                    | Barones Herbert de Chirbury, 1ª generación                                                                    | Barones Herbert de Chirbury, 1ª generación                                                                    | Barones Herbert de Chirbury, 1ª generación  | Barones Herbert de Chirbury, 1ª generación  |                                             |                                             |                                                                                         |                                                                                         |                                                                                         |                                                                                         | Barones Herbert de Chirbury, 2ª generación                                              | Barones Herbert de Chirbury, 2ª generación                                              | Barones Herbert de Chirbury, 2ª generación      | Barones Herbert de Chirbury, 2ª generación      | Barones Herbert de Chirbury, 2ª generación      | Barones Herbert de Chirbury, 2ª generación      |